# Verneuil-sur-Seine
Pour les articles homonymes, voir Verneuil.
Verneuil-sur-Seine est une commune du département des Yvelines, dans la région Île-de-France, en France, située en rive gauche de la Seine à 15 km environ au nord-ouest de Saint-Germain-en-Laye et à 40 km de Paris.
Ses habitants sont appelés les Vernoliennes et les Vernoliens.

## Géographie
La commune de Verneuil-sur-Seine se trouve dans le nord des Yvelines en bord de Seine, dans la convexité d'un méandre, sur la rive gauche du fleuve. Le territoire se trouve dans la plaine alluviale de la Seine, entre 60 et 20 mètres d'altitude, en légère pente du sud vers le nord en direction de la Seine. Un vallon en son centre, orienté sud-nord, a été creusé par le ru de Bazincourt (qui disparaît au nord dans la zone urbanisée).
| Les Mureaux | Seine               | Vaux-sur-Seine, Seine  |
| Les Mureaux | Verneuil-sur-Seine  | Triel-sur-Seine, Seine |
| Chapet      | Chapet, Vernouillet | Vernouillet            |

Verneuil-sur-Seine est localisée à 38 kilomètres à l'ouest de la cathédrale Notre-Dame de Paris, point zéro des routes de France, à 26 kilomètres au nord de Versailles, préfecture des Yvelines, à 14 kilomètres au nord-ouest de Saint-Germain-en-Laye la sous-préfecture et à 34 kilomètres au nord-ouest de la porte Maillot.

### Occupation des sols
L'occupation des sols se caractérise par une forte urbanisation, concentrée dans le centre-sud du territoire. L'espace construit représente 33 % du territoire, soit 314 hectares (en 1999). L'espace rural, 55 % du territoire se partage, en parties sensiblement égales entre cultures, forêt (surtout dans l'ouest de la commune, avec la forêt régionale de Verneuil-sur-Seine (certifiée par le Forest Stewardship Council pour sa gestion durable en 2014) au sud de la RD 154 et le bois de la Demi-Lune au nord) et les plans d'eau le long de la Seine de la base de plein air et de loisirs de Val-de-Seine (étangs du Rouillard, de la Grosse-Pierre et du Gallardon). Il s'agit de plans d'eau artificiels résultant de l'exploitation passée de sablières et gravières.
L'habitat s'est étendu le long de la RD 154 en continuité avec la ville voisine de Vernouillet, formant une agglomération continue. Il est constitué principalement d'habitations individuelles récentes (39,5 % de l'espace urbain, soit 170 hectares) et d'un grand nombre de logements en immeubles collectifs occupant 5 % de cet espace soit 20 hectares. Les zones d'activités, environ 14 hectares, se situent principalement au nord des voies ferrées.

### Espaces verts
- Le chemin des Aulnes
- Les jardins d'Aguilar (anciennement nommé « parc du Talweg »)
- Le parc des jardins familiaux
- Le bois de Verneuil
- Île de loisirs du Val-de-Seine
- Le Champclos
- Parc de la Mairie, boulevard André-Malraux
- Le jardin de la Porte Saint-Martin
- Le jardin Marcel-Gotlib
- Le parc de l'Orangerie
- Le parc Jacques-Prévert

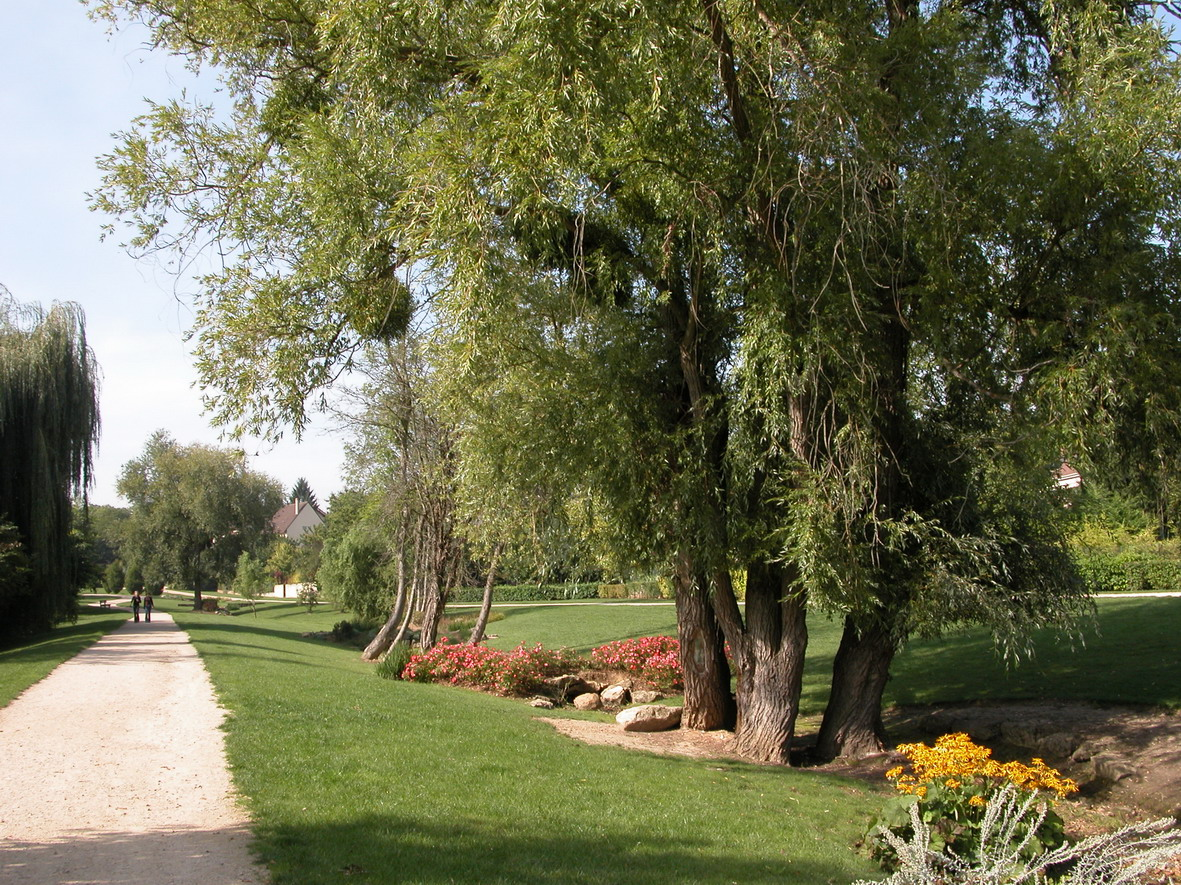
Les jardins d'Aguilar.
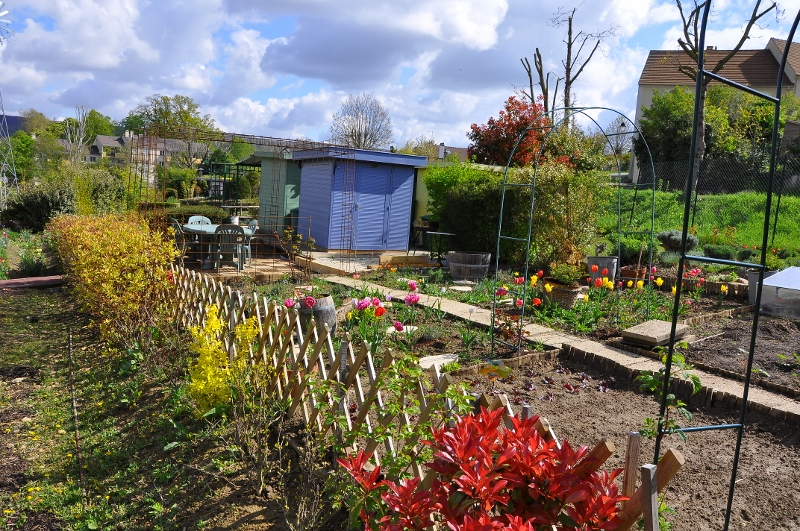
Jardins familiaux.
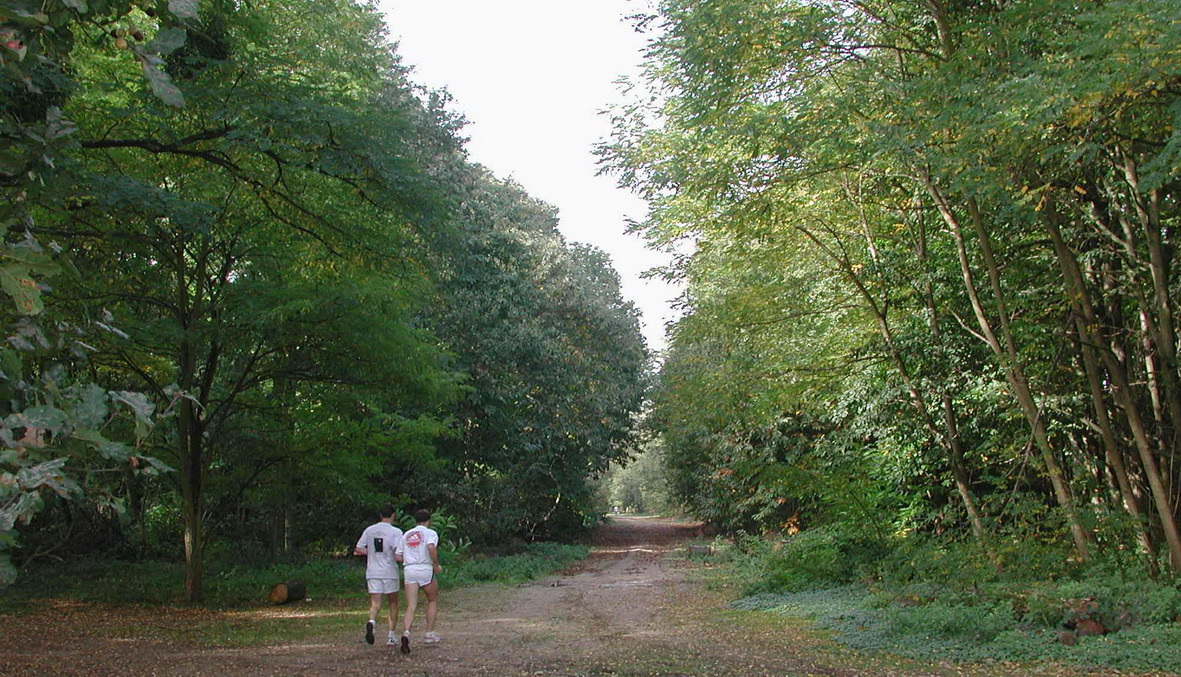
Bois de Verneuil.
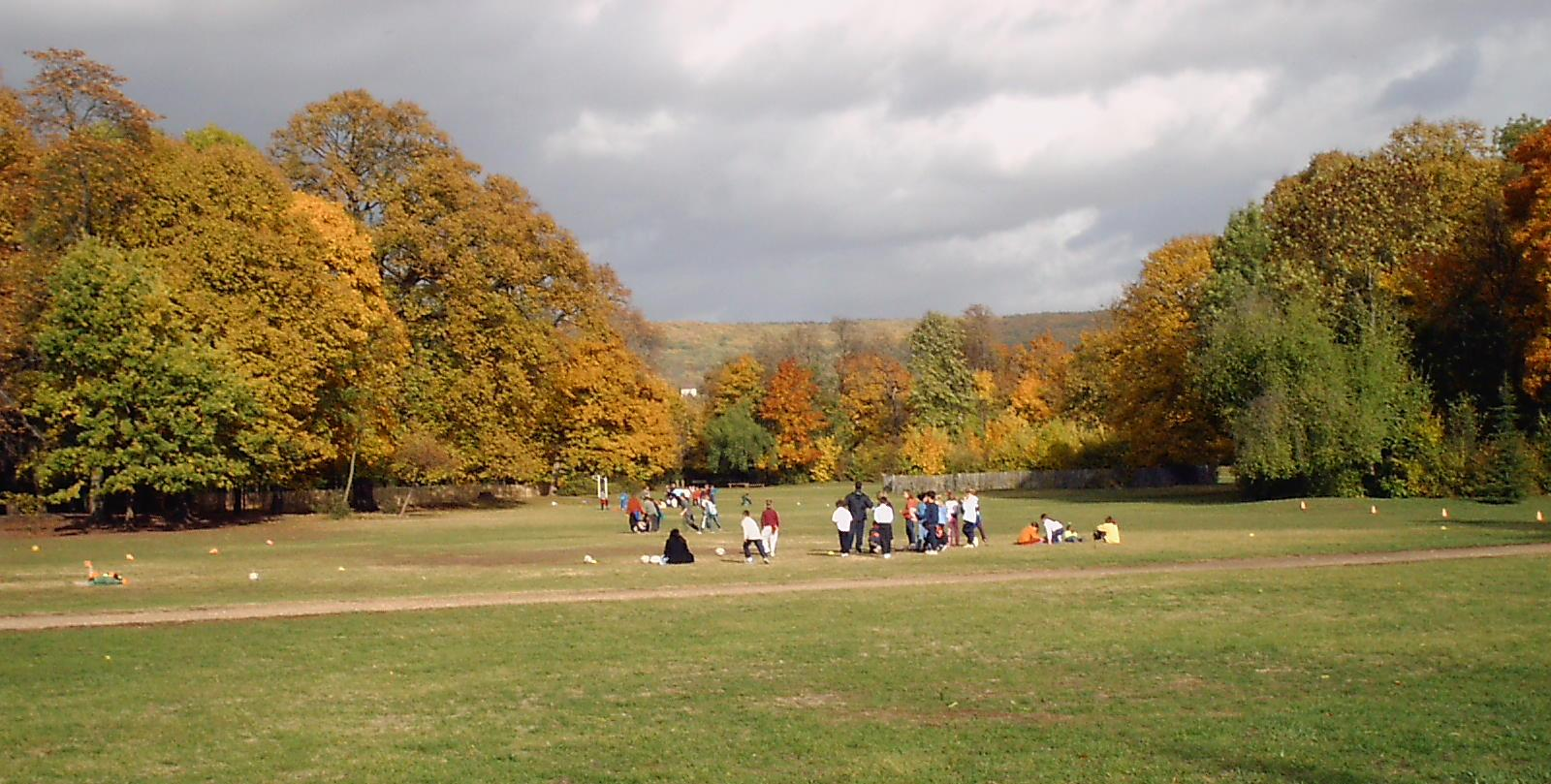
Parc du groupe scolaire Notre-Dame-des-Oiseaux.

### Climat
Pour des articles plus généraux, voir Climat de l'Île-de-France et Climat des Yvelines.
En 2010, le climat de la commune est de type climat océanique dégradé des plaines du Centre et du Nord, selon une étude du CNRS s'appuyant sur une série de données couvrant la période 1971-2000. En 2020, Météo-France publie une typologie des climats de la France métropolitaine dans laquelle la commune est exposée à un climat océanique et est dans la région climatique  Sud-ouest du bassin Parisien, caractérisée par une faible pluviométrie, notamment au printemps (120 à 150 mm) et un hiver froid (3,5 °C).
Pour la période 1971-2000, la température annuelle moyenne est de 11,5 °C, avec une amplitude thermique annuelle de 14,7 °C. Le cumul annuel moyen de précipitations est de 662 mm, avec 10,9 jours de précipitations en janvier et 7,8 jours en juillet. Pour la période 1991-2020, la température moyenne annuelle observée sur la station météorologique la plus proche, située sur la commune de Maule à 11 km à vol d'oiseau, est de 11,8 °C et le cumul annuel moyen de précipitations est de 677,0 mm,. Pour l'avenir, les paramètres climatiques de la commune estimés pour 2050 selon différents scénarios d'émission de gaz à effet de serre sont consultables sur un site dédié publié par Météo-France en novembre 2022.

## Urbanisme

### Typologie
Au 1er janvier 2024, Verneuil-sur-Seine est catégorisée grand centre urbain, selon la nouvelle grille communale de densité à sept niveaux définie par l'Insee en 2022.
Elle appartient à l'unité urbaine de Paris, une agglomération inter-départementale regroupant 407  communes, dont elle est une commune de la banlieue,,. Par ailleurs la commune fait partie de l'aire d'attraction de Paris, dont elle est une commune du pôle principal,. Cette aire regroupe 1 929 communes,.

## Transports et déplacements

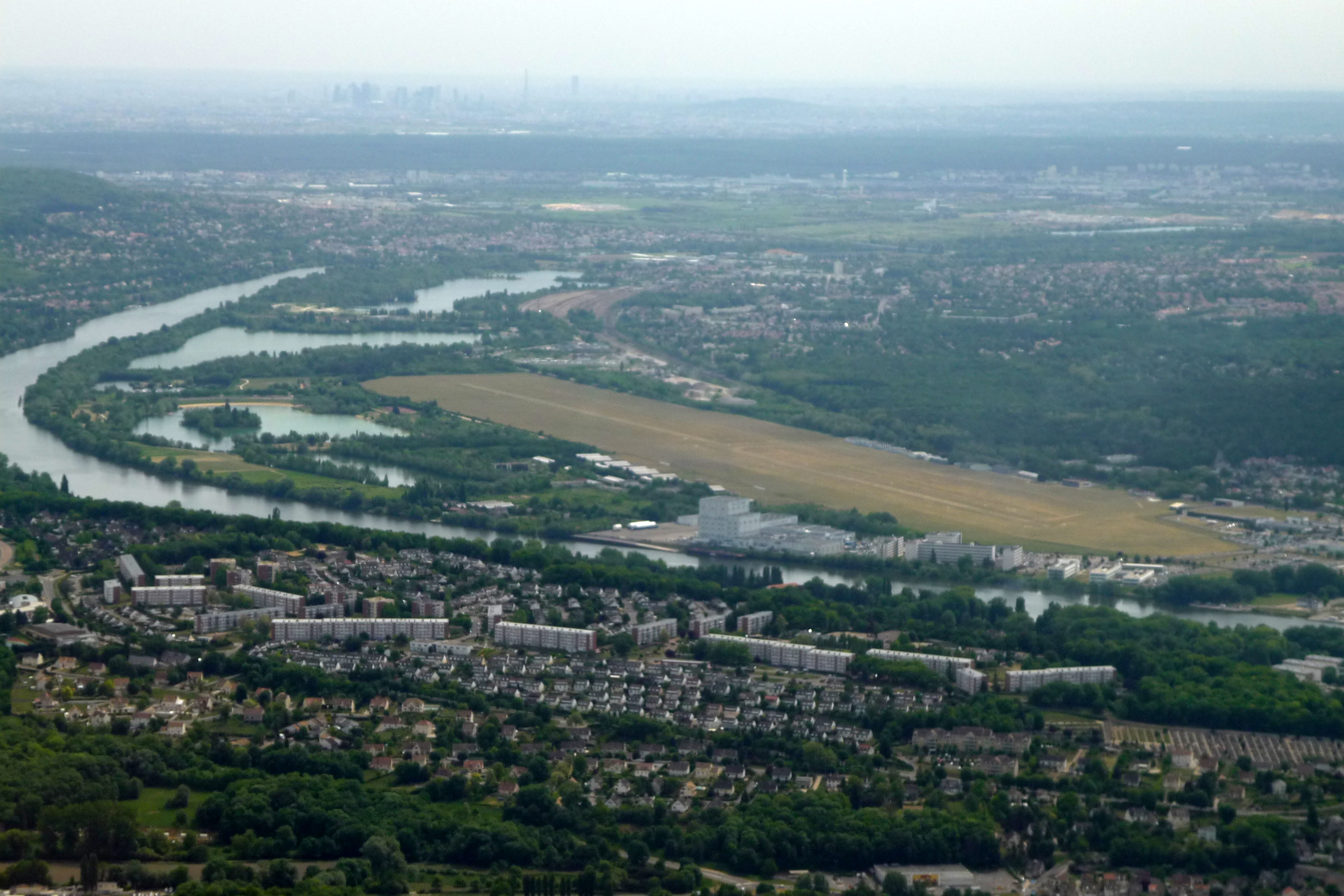
Aérodrome des Mureaux.

### Voies de communications
Les communications routières sont assurées principalement par la route départementale 154 qui relie Orgeval aux Mureaux, traversant la commune dans le sens sud-est - nord-ouest.
La commune est située à 5 kilomètres à l'est de la sortie 8 de l'autoroute A13 (Les Mureaux-Meulan, Bouafle, Ecquevilly), ainsi qu'à 9 kilomètres au nord de la jonction entre les autoroutes A13 et A14, située à Orgeval (sortie 7).
Dans l'ouest de la commune se trouve une partie des pistes de l'aérodrome des Mureaux.

### Transports en commun

#### Chemin de fer

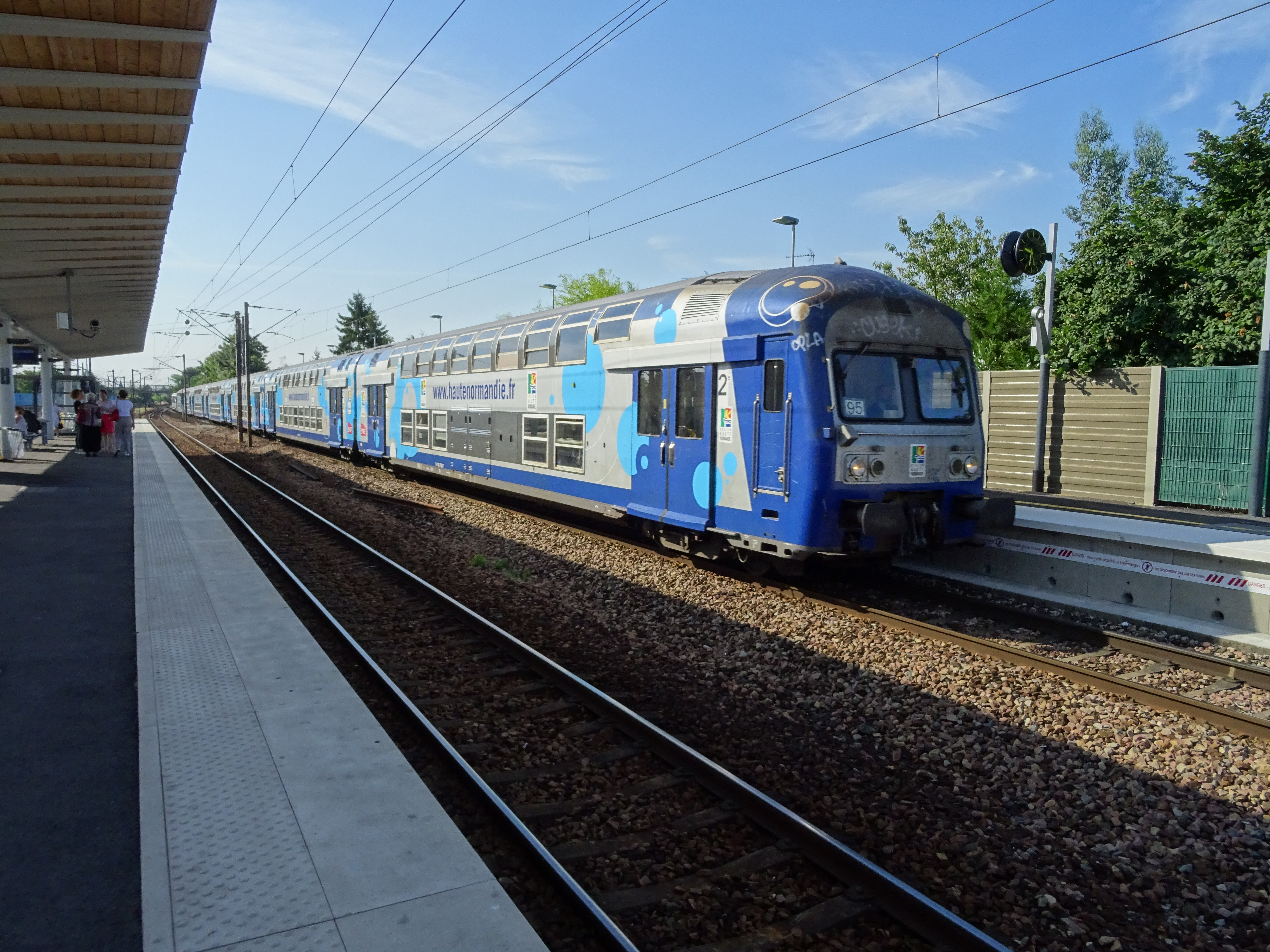
Train en gare de Vernouillet - Verneuil.

La ville de Verneuil sur Seine dispose de deux gares situées sur la ligne  .
- la gare de Vernouillet - Verneuil, ouverte en 1843 et située à l'entrée est de la ville à la limite de la commune de Vernouillet.
- la gare des Clairières de Verneuil, ouverte en 1974 et située à l'entrée ouest de la ville en lisière de la forêt de Verneuil.

La ligne J du Transilien effectue les liaisons entre les gares de Paris-Saint-Lazare, de Vernon - Giverny, des Mureaux et de Mantes-la-Jolie. Les deux gares de Verneuil-sur-Seine sont situées sur la ligne de Paris-Saint-Lazare au Havre. D'importants faisceaux de voies situés au nord des voies principales, entre celles-ci et les étangs, témoignent d'une ancienne activité de triage. Ils sont aujourd'hui utilisés comme voies de garage temporaires. Des voies d'embranchement desservent des installations industrielles au nord de la ligne.
La gare des Clairières de Verneuil est moins desservie que la première puisque seuls les trains à destination et au départ des Mureaux s'y arrêtent en heures de pointe. En heures creuses, les trains de la ligne J sont omnibus et desservent donc toutes les gares de la ligne.
Les deux gares font partie du projet de prolongement du RER E. À terme, le RER E remplacera la ligne J dans les gares de Vernouillet-Verneuil et des Clairières de Verneuil.

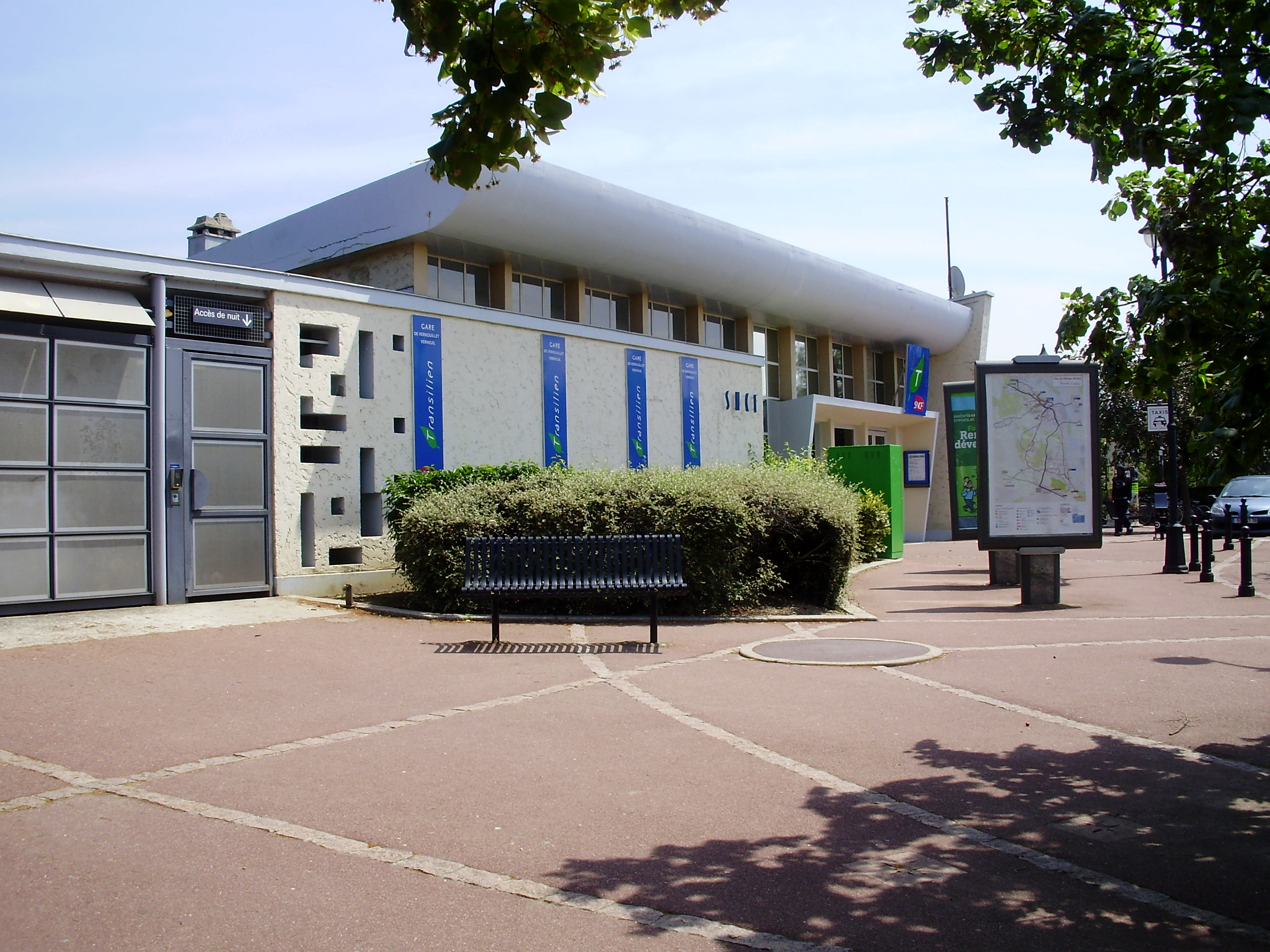
La gare de Vernouillet - Verneuil.
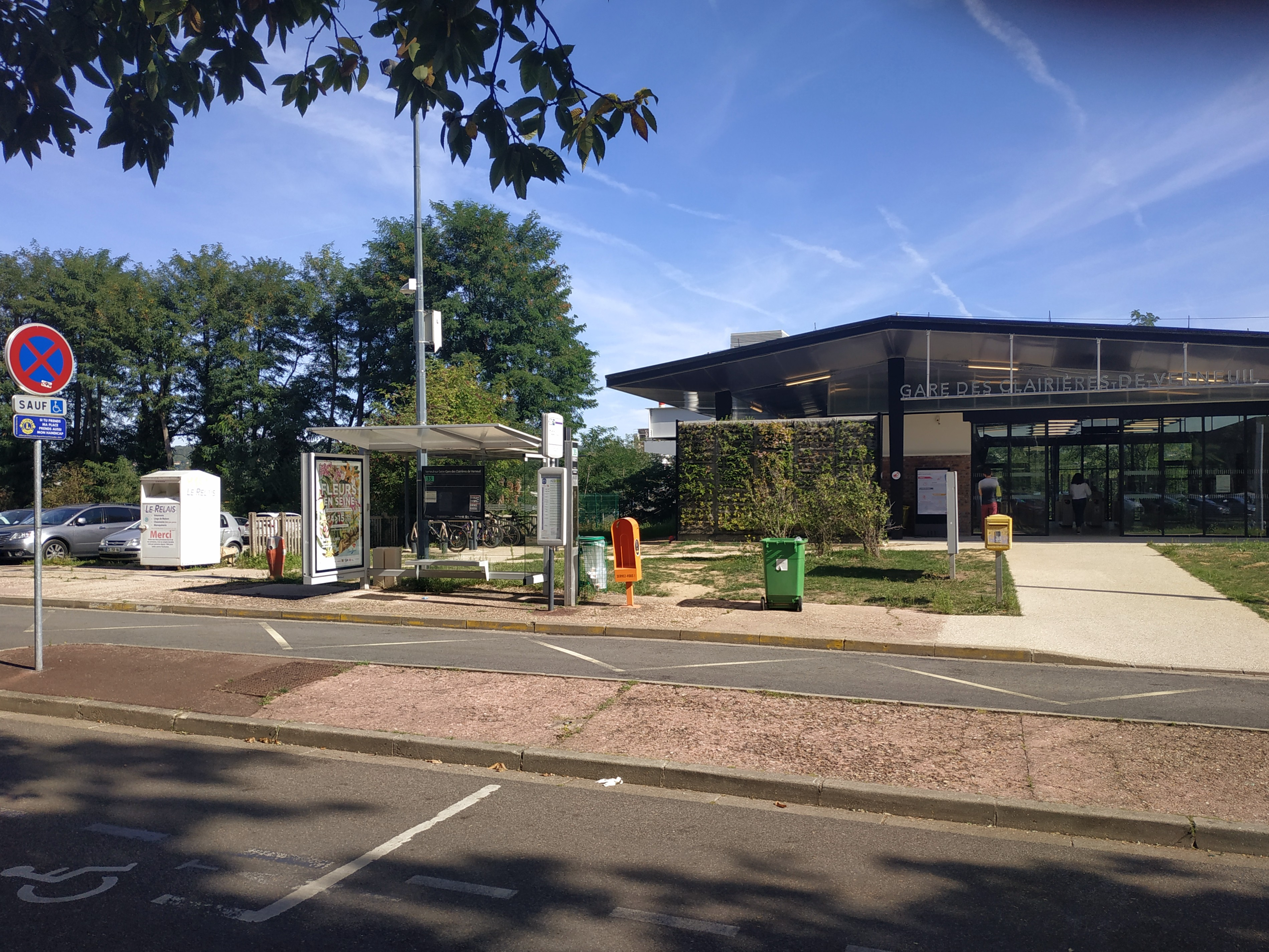
La gare des Clairières de Verneuil.

#### Transports routiers urbains et interurbains
La ville a acquis depuis les années 1990 une gare routière en face de la gare de Vernouillet - Verneuil, ce qui facilite les échanges entre les différentes connexions de bus. Elle est desservie également par une ligne de car qui se rend vers La Défense via l'autoroute A 14. Les transports en commun urbains sont assurés principalement par le réseau de bus de Poissy - Les Mureaux, via 18 lignes. Ces lignes desservent les divers quartiers de la commune ainsi que les liaisons aux pôles de Cergy-Préfecture, La Défense, et Poissy.
La commune de Verneuil est donc desservie par les lignes urbaines et interurbaines des réseaux de bus de Poissy - Les Mureaux et du Mantois :
- 41 (Verneuil à la gare de Cergy-Prefecture),
- 43 (Les Mureaux à Poissy),

- 13 (Verneuil Piscine à Vernouillet C. Cial Grosse Pierre),
- 14 (Circulaire Vernouillet Collège Emile-Zola via la gare de Vernouillet - Verneuil;
- 15 (Circulaire Vernouillet Collège Emile-Zola via la gare de Vernouillet - Verneuil,
- 16 (Gare de Vernouillet - Verneuil à Morainvilliers Epinettes),
- 17 (Circulaire  gare des Clairières de Verneuil),
- 18 (Verneuil à Chapet).
- 34 (Verneuil à Bouafle, Ecquevilly et Nézel),
- 72 (Verneuil à Achères),
- 76abc (Verneuil à Vaux-sur-Seine, Vauréal et Jouy-le-Moutier) et par la ligne 9 du réseau de bus du Mantois (de Mantes-la-Jolie à Verneuil via Limay).

La nuit, le Noctilien dessert Verneuil avec la ligne N151. Cette ligne nocturne relie Paris-Saint-Lazare à Mantes-la-Jolie.
Enfin, la commune est desservie par la ligne Express A14 Verneuil-Orgeval-La Défense du réseau de bus de Poissy - Les Mureaux.

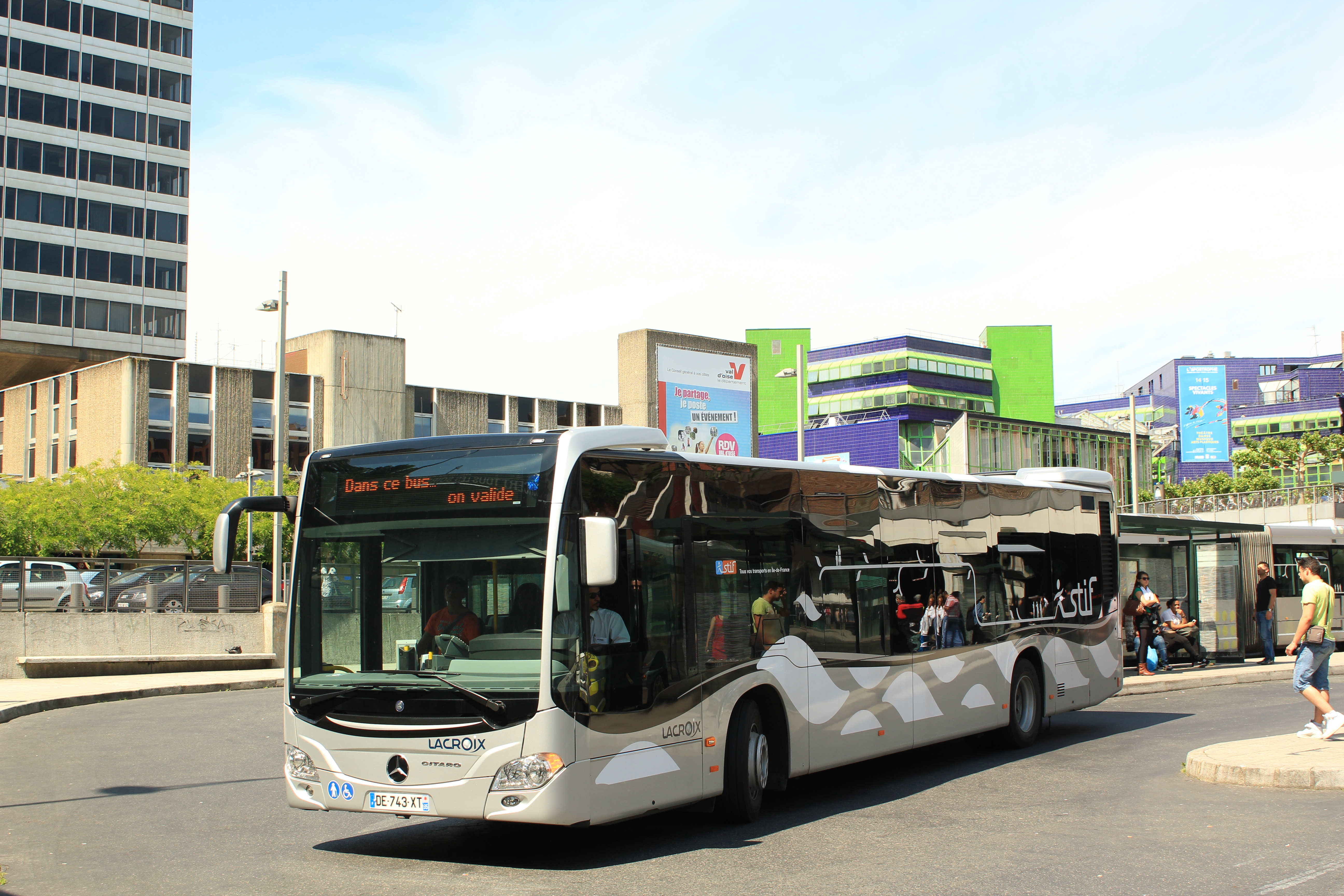
Cars Lacroix.
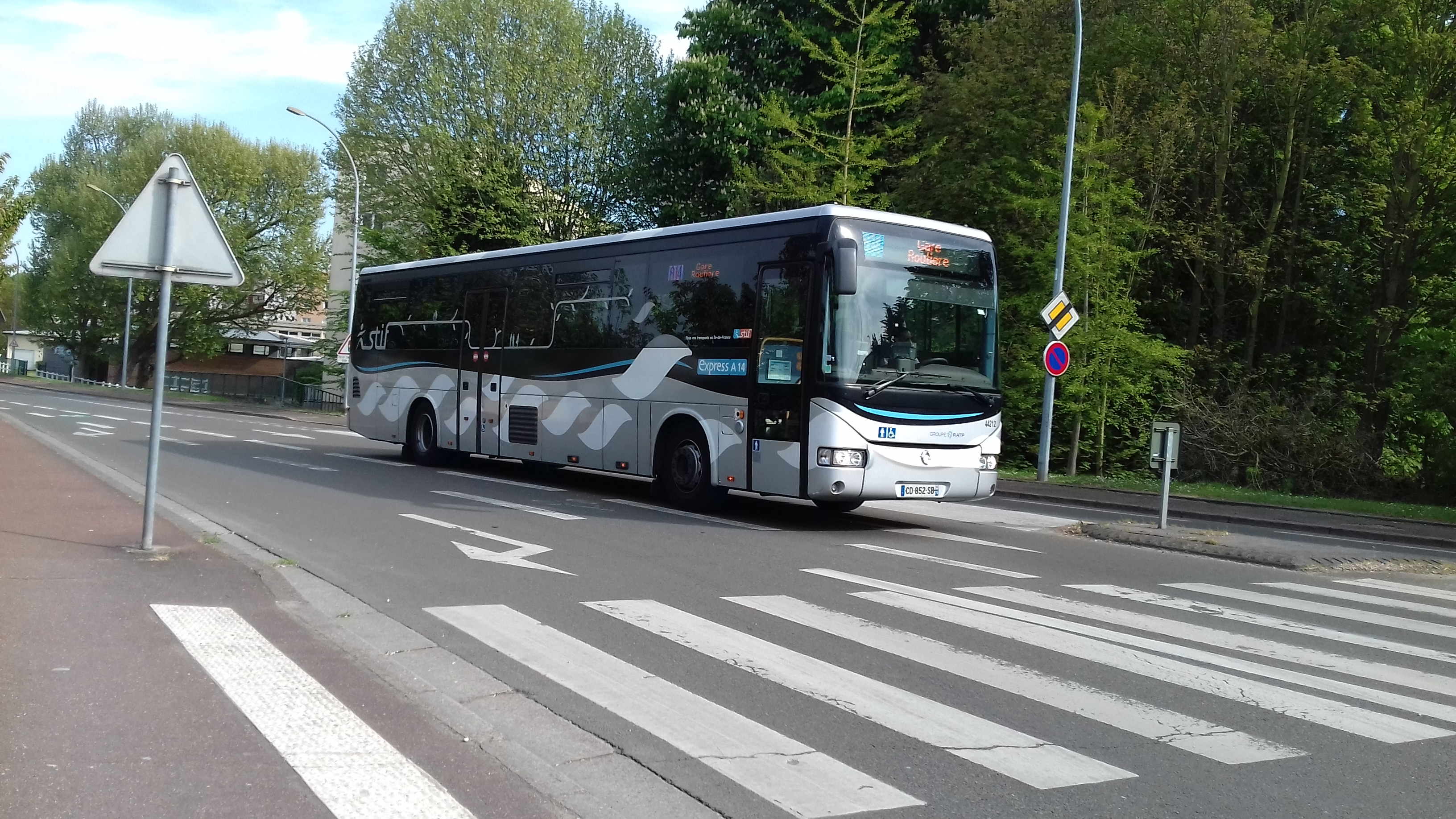
Ligne Express A14.
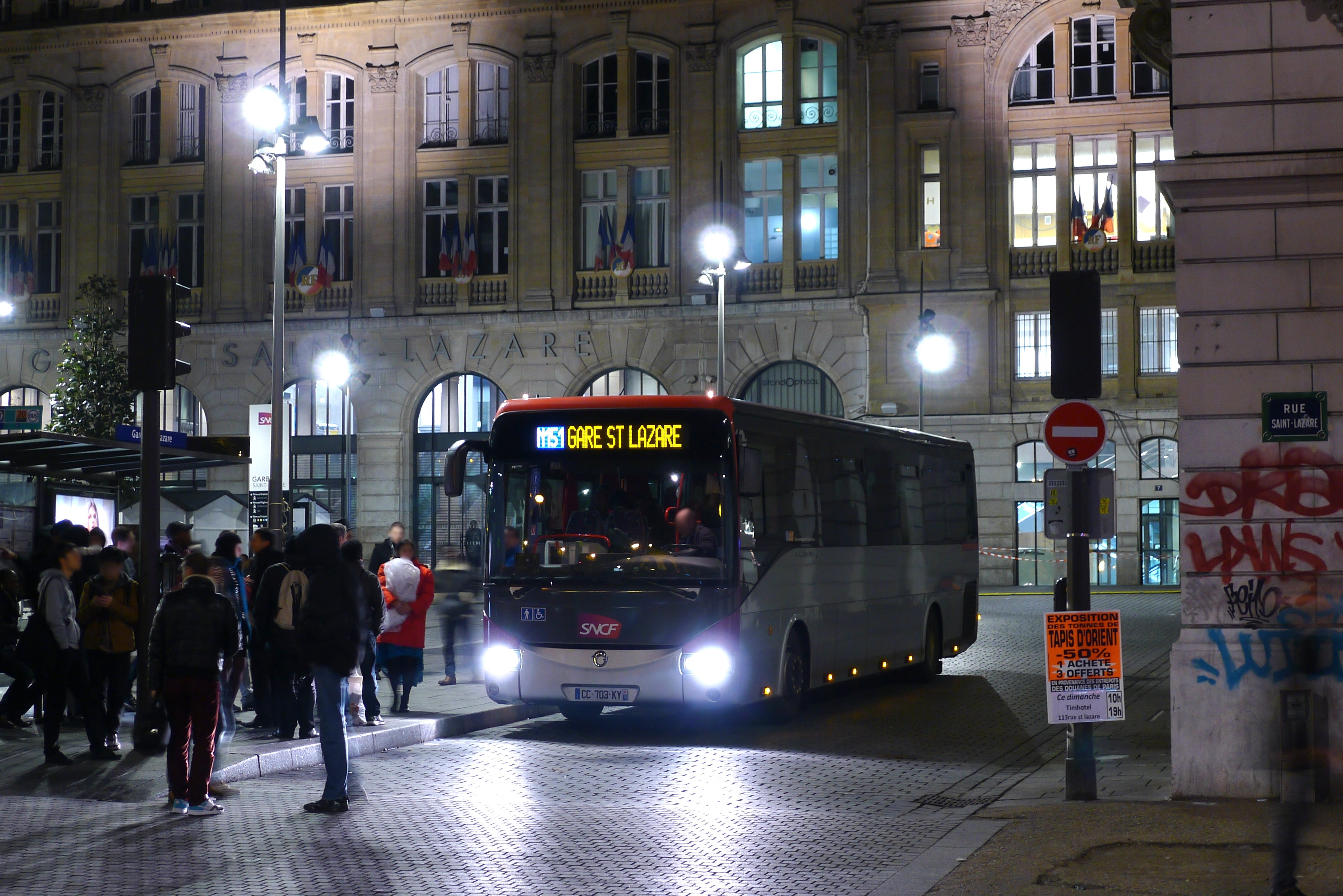
Noctilien N151 en gare de Paris-Saint-Lazare.

## Toponymie
Le nom de cette localité est attesté sous les formes De Vernoilo en 1150, Vernagilum, Vernugilum, Vernalium, Verneuil en 1793.

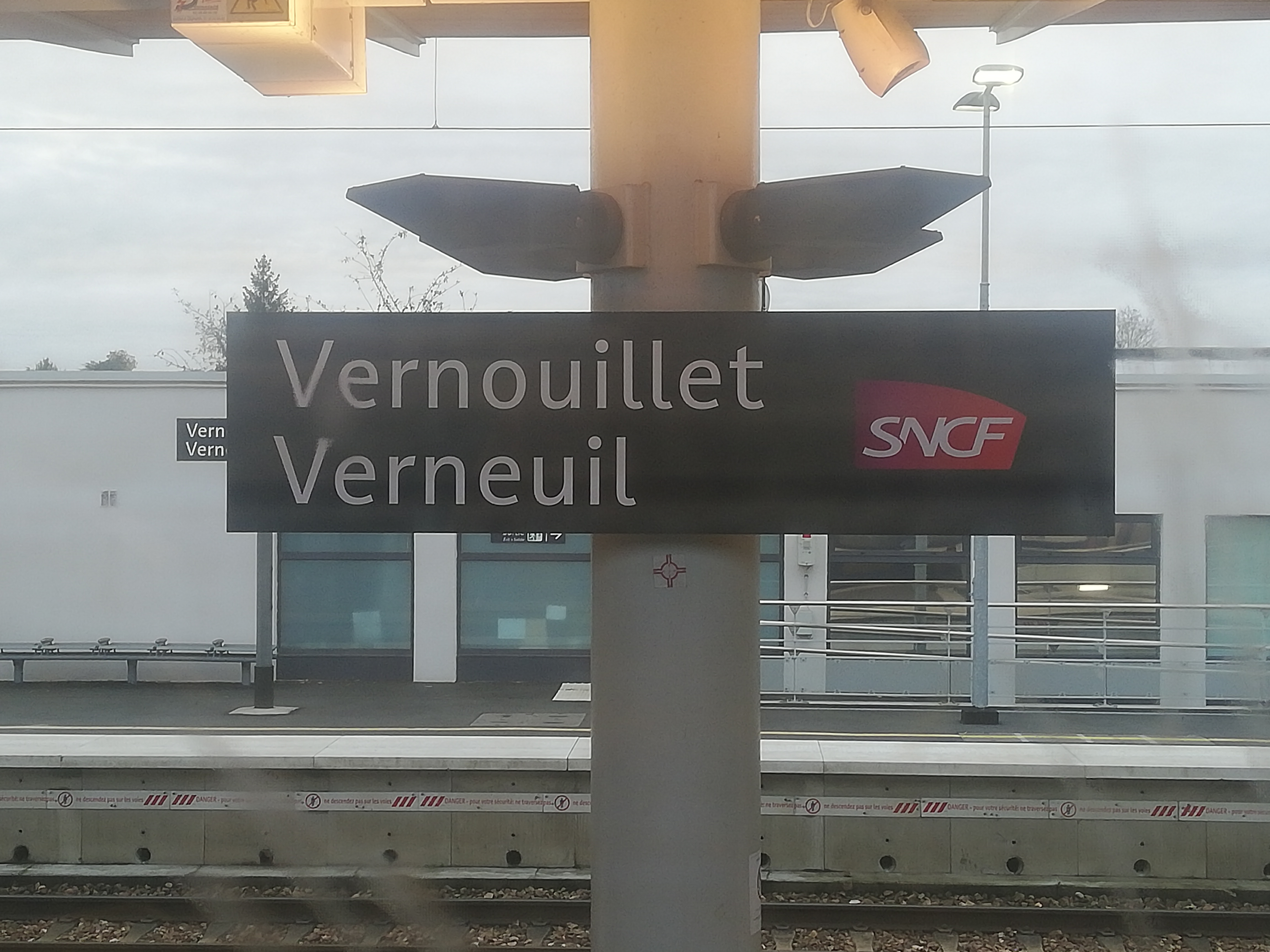
Plaque signalétique en gare.

Verneuil se compose de deux éléments gaulois (celtique) : du terme *uerno (marécage, aulne), resté dans les termes dialectaux verne et vergne (sortes d'aulnes). Le second élément est un appellatif toponymique également d'origine celtique *ialon, latinisé en -ialum, et qui signifie initialement « espace découvert par un défrichement », « essart », puis par extension « village ».
La Seine est le seul cours d'eau traversant Verneuil-sur-Seine.

## Histoire

### Chronologie

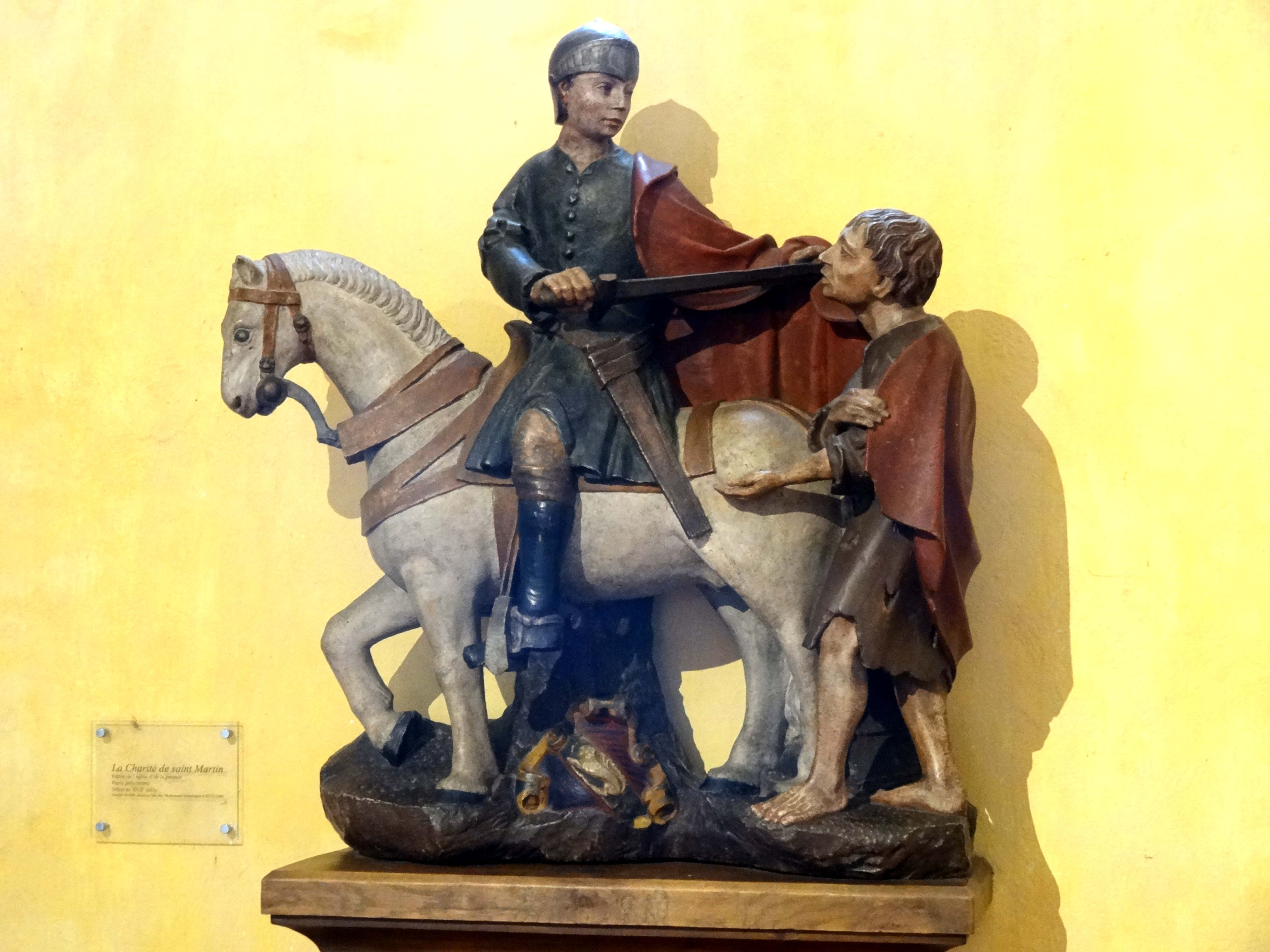
Église Saint-Martin, Charité.

La découverte de sarcophages laisse présumer que le territoire de Verneuil-sur-Seine était habité à l’époque mérovingienne et plusieurs chartes attestent que l’existence du village remonte à une époque reculée du Moyen Âge. L'histoire de la ville fut intimement liée à celle de Vernouillet : les deux paroisses eurent les mêmes seigneurs et pendant un temps elles ne constituèrent, avec Chapet, qu’une seule seigneurie érigée en marquisat par Louis XV, sous le nom de « marquisat de Romé de Vernouillet ».
Au XIIe siècle, la terre de Verneuil figurait sur la liste des possessions de la maison de Montmorency. Elle passa ensuite dans la famille de Narbonne, puis au XVe siècle, à Mary Bureau qui vendit les fiefs, les terres et les seigneuries de Verneuil et de Vernouillet avec leurs appartenances et leurs dépendances, à Estienne Alleaume, écuyer et seigneur de la Motte, le 21 décembre 1517, pour la somme de 5 200 livres. 
Le nouveau seigneur des lieux meurt en 1555 en son château. Son fils Louis Alleaume, poète latin de la Renaissance, conseiller du Roi et autres, hérite des Terres jusqu'à sa mort en 1595. Son fils, Gilles Alleaume hérite à son tour du patrimoine mais décède deux ans plus tard en 1597, sans postérité. C'est donc Marie Alleaume, troisième fille de Louis Alleaume et mariée à René 1er Dolu qui récupère le patrimoine. On assiste alors à l'extinction de la Branche Alleaume de Verneuil.
Marie Dolu, fille de Marie Alleaume et de René 1er Dolu, est alors héritière des Terres Vernoliennes. Elle se marie à Jacques Olier, un chevalier qui est notamment Grand-Audiencier de France et Conseiller d'Etat . Ce dernier devient seigneur de Verneuil en 1598. Le couple aura huit enfants dont Jean Jacques Olier, fondateur des Supliciens et de la Société Notre-Dame de Montréal. Il joua un grand rôle dans le développement de Ville-Marie en créant l'une des première églises de Montréal. Plus globalement son implication sera non négligeable dans le développement de l'actuelle ville de Montréal.
Sous le Premier Empire, le comte Hervé de Tocqueville vécut au château de Verneuil en grand seigneur, entouré d’une famille nombreuse et recevant une foule d’invités, parmi lesquels Chateaubriand. Malgré son opposition à l'Empire, il fut maire de la commune de 1804 à 1814. 
Au début du XXe siècle, le partage des terres effectué à la mort de la princesse de Ligne apporta une profonde modification à la commune, transformant les champs labourables et une partie des bois en terrains à bâtir, à seulement 35 kilomètres de Paris et desservis chaque jour par 32 trains.

### Patrimoine

#### L'église Saint-Martin

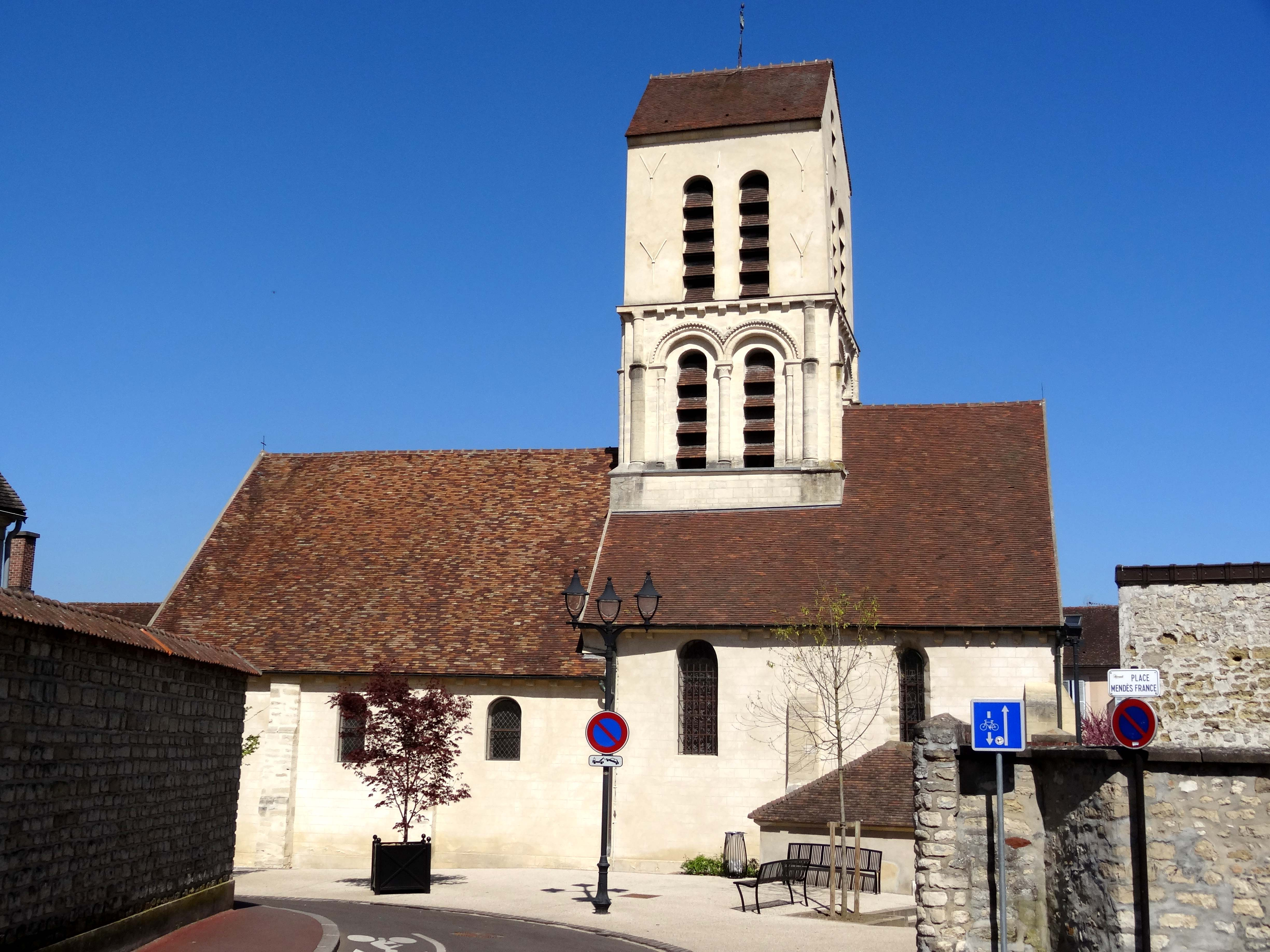
Église Saint-Martin-de-Verneuil.

L'église date des XIIe et XIIIe siècles et fut plusieurs fois reconstruite. Le sous-sol de l’église conserve une histoire bien plus ancienne que ne laissent penser ses murs ; la fondation de l’édifice remonte en réalité au premier Moyen Âge, à l’époque carolingienne (IXe – Xe siècles). En effet, un bâtiment rectangulaire, doté d’une abside à angles arrondis et d’un chevet plat, a pu être identifié sous le chœur de l’église actuelle.
L'église Saint-Martin mêle l'art roman du XIIe siècle (arcs-doubleaux en plein cintre, chapiteaux à crochets et à large tailloir, fenêtres géminées à la base du clocher) à l'art gothique du XIIe siècle (voûtes d'ogives de la nef et des bas-côtés).
Aucun acte n'indique la date précise de la fondation de l'église Saint-Martin de Verneuil, mais à partir de 1790, la paroisse est rattachée au diocèse de Versailles (Seine-et-Oise) et refuse de se fondre avec la paroisse de Vernouillet. En 1794, l'église devient temple de la déesse Raison. Le 25 août 1809, la cloche de l'église prend pour marraine la comtesse de Tocqueville et pour parrain, Hervé de Tocqueville, le maire.
En 1930, l'église est classée monument historique. Construite à une époque de transition, l'église porte les caractéristiques de deux périodes distinctes : romane et gothique.
Retirées pour restauration en 1982 et 1984, trois des cinq statues ont retrouvé leur place. Saint Martin, patron de l'église, est représenté par la statue « charité de saint Martin », une statue polychrome du XVIe siècle, comme le prouve l’écusson peint entre les pattes du cheval qui est celui des Aleaume. Cette statue a été classée monument historique en 1960 pour sa valeur artistique.
L'église de Verneuil a bénéficié de grands travaux de restauration intérieure et extérieure en 2013, travaux qui ont été précédés par un diagnostic archéologique mené par le Service archéologique départemental des Yvelines. Le diagnostic a mis en lumière une existence bien plus ancienne de l'église, qui remonterait au bas-Empire (Antiquité tardive).
Un guide édité en 2014 retrace les grandes étapes de la construction de l'église Saint-Martin, à la lumière des découvertes réalisées par les archéologues.

#### Le château

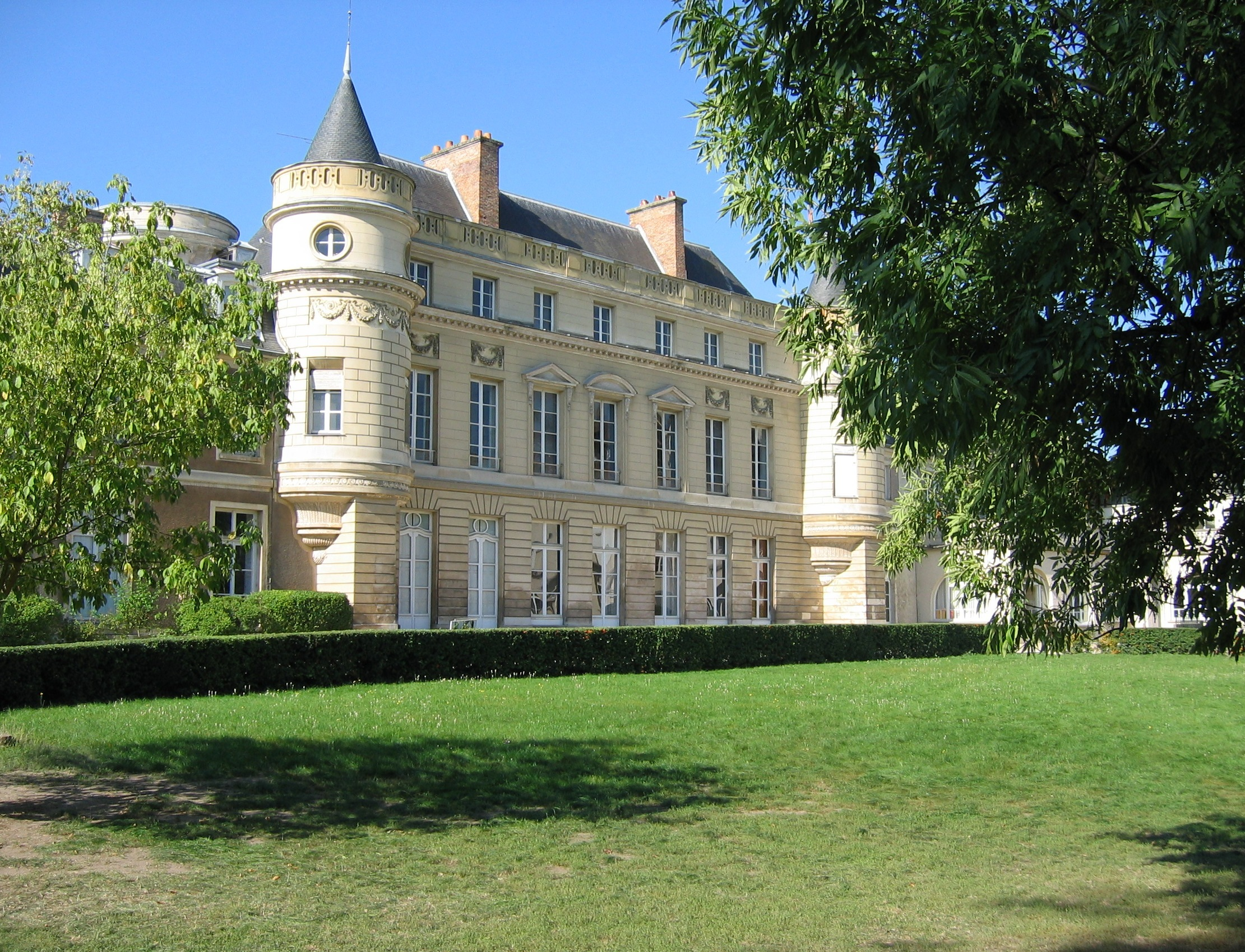
Notre Dame des Oiseaux.

Bâti au XIIe siècle par les Montmorency et modifié depuis, le château conserve d'avant le XVIe siècle, ses caves, son colombier et ses communs voûtés.
Plusieurs de ses châtelains ont mérité de figurer dans l'histoire : Louis Aleaume (avocat qui versifiait en latin et fréquentait les poètes de la Pléiade), Jean-Jacques Olier (qui créa les premiers séminaires et fonda les Sulpiciens), Mme de Senozan (fille de Louis V Le Peletier de Rosanbo, petite-fille de Malesherbes, qui était avocat de Louis XVI, et mère d'Alexis de Tocqueville), Hervé de Tocqueville, père d'Alexis (qui y résida pendant son enfance) et maire de Verneuil-sur-Seine (il recevait régulièrement Chateaubriand), Mme de Mortefontaine (que la Convention adopta pour fille), enfin, Mélanie, Princesse de Ligne, qui lotit son vaste domaine en 1925 et donna ainsi le coup d'envoi au développement accéléré de Verneuil.
Le château est racheté à l'été 1929 par des religieuses de la congrégation Notre-Dame, qui y fondent l'école Notre Dame "Les Oiseaux".
Les façades et les toitures du château sont inscrites au titre des monuments historiques depuis mars 2011.

## Politique et administration

### Rattachements administratifs et électoraux
Rattachements administratifs
Antérieurement à la loi du 10 juillet 1964, la commune faisait partie du département de Seine-et-Oise. La réorganisation de la région parisienne en 1964 fit que la commune appartient désormais au département des Yvelines et à son arrondissement de Saint-Germain-en-Laye après un transfert administratif effectif au 1er janvier 1968.
Elle faisait partie de 1801 à 1964 du canton de Poissy de Seine-et-Oise, année où la commune rejoint le canton de Conflans-Sainte-Honorine. Lors de la mise en place des Yvelines, la commune est intégrée au  canton de Triel-sur-Seine. Dans le cadre du redécoupage cantonal de 2014 en France, cette circonscription administrative territoriale a disparu, et le canton n'est plus qu'une circonscription électorale.
L’organisation juridictionnelle rattache les justiciables de Verneuil-sur-Seine au tribunal judiciaire de Versailles et au tribunal administratif de Versailles, tous rattachés à la cour d'appel de Versailles.
Rattachements électoraux
Pour les élections départementales, la commune est depuis 2014 le bureau centralisateur du nouveau canton de Verneuil-sur-Seine
Pour l'élection des députés, elle fait partie de la septième circonscription des Yvelines.

### Intercommunalité

Logo de GPS&O.

La ville était membre de la communauté d'agglomération des Deux Rives de Seine, un établissement public de coopération intercommunale (EPCI) à fiscalité propre créé fin 2005.
Dans le cadre des prescriptions de la loi de modernisation de l'action publique territoriale et d'affirmation des métropoles (loi MAPAM)  impose la création de territoires en grande couronne d'au moins 200 000 habitants. D'après une déclaration de Philippe Tautou rapportée dans Le Parisien afin de pouvoir dialoguer avec la Métropole du Grand Paris créée par cette même loi, la communauté d'agglomération des Deux Rives de Seine fusionne avec ses voisines pour former, le 1er janvier 2016, la communauté urbaine Grand Paris Seine et Oise dont est désormais membre la ville.

### Tendances politiques et résultats
Au second tour des élections municipales de 2020, le maire sortant Philippe Tautou — élu depuis 2001 —, voit la liste qu'il soutenait menée par Patrice Jégouic (DVD) être battue dans le cadre d'une quadrangulaire par celle menée par Fabien Aufrechter (LREM), par 35,50 % des suffrages exprimés contre 36,30 %, soit 32 voix d'écart.
Les personnalités exerçant une fonction élective dont le mandat est en cours et en lien direct avec le territoire de Verneuil-sur-Seine sont les suivantes :
| Élection             | Territoire                      | Titre                       | Nom                  | Tendance politique | Tendance politique | Début de mandat | Fin de mandat |
| -------------------- | ------------------------------- | --------------------------- | -------------------- | ------------------ | ------------------ | --------------- | ------------- |
| Municipales 2020     | Commune de Verneuil-sur-Seine   | Maire de Verneuil-sur-Seine | Fabien Aufrechter    | LREM-MoDem         |                    | juillet 2020    | mars 2026     |
| Départementales 2021 | Canton de Verneuil-sur-Seine    | Conseillers départementaux  | Jean-François Raynal | LR                 |                    | mars 2014       | juin 2027     |
| Départementales 2021 | Canton de Verneuil-sur-Seine    | Conseillers départementaux  | Fabienne Devèze      | MoDem              |                    | juin 2021       | juin 2027     |
| Législatives 2024    | 7e circonscription des Yvelines | Député                      | Aurélien Rousseau    | PP                 |                    | 7 juillet 2024  | Juillet 2029  |

#### Élections présidentielles
Résultats des deuxièmes tours ou:
- Élection présidentielle de 2012[26] : 56,10 % pour Nicolas Sarkozy (UMP), 43,90 % pour François Hollande (PS). Le taux de participation était de 82,40 %.
- Élection présidentielle de 2017[27] : 77,94 % pour Emmanuel Macron (LREM), 22,06 % pour Marine Le Pen (FN). Le taux de participation était de 75,23 %.
- Élection présidentielle de 2022 : 71,87 % pour Emmanuel Macron (LREM), 22,06 % pour Marine Le Pen (RN). Le taux de participation était de 72,36 %.

#### Élections législatives
Résultats des deuxièmes tours :
- Élections législatives de 2012[28] : 56,52 % pour Arnaud Richard (PRV), 43,42 % pour Estelle Rodes (PS). Le taux de participation était de 57,06 %.
- Élections législatives de 2017[29] : 53,89 % pour Michèle de Vaucouleurs (MoDem), 46,11 % pour Arnaud Richard (UDI). Le taux de participation était de 44,87 %.
- Élections législatives de 2022[30] : 55,65 % pour Nadia Hai (LREM), 44,36 % pour Michèle Christophoul (PS / NUPES). Le taux de participation était de 47,34 %.
- Élections législatives de 2024 : 39,61 % pour Aurélien Rousseau (NFP), 32,33 % pour Nadia Hai (Ensemble), 28,06 % pour Babette de Rozières (UDR). Le taux de participation était de 67,41 %.

#### Élections européennes
Résultats des deux meilleurs scores :
- Élections européennes de 2014[31] : 26,22 % pour Alain Lamassoure (UMP), 17,82 % pour Aymeric Chauprade (FN). Le taux de participation était de 45,08 %.
- Élections européennes de 2019[32] : 30,74 % pour Nathalie Loiseau (LREM), 16,06 % pour Yannick Jadot (EÉLV). Le taux de participation était de 52,85 %.

#### Élections régionales
Résultats des deuxièmes tours :
- Élections régionales de 2015[33] : 51,93 % pour Valérie Pécresse (UMP), 33,55 % pour Claude Bartolone (PS). Le taux de participation était de 55,53 %.
- Élections régionales de 2021[30] : 50,34 % pour Valérie Pécresse (LR diss.), 26,34 % pour Julien Bayou (EÉLV). Le taux de participation était de 33,87 %.

#### Élections départementales
Résultats des deuxièmes :
- Élections départementales de 2015[34] : 72,48 % pour Hélène Brioix-Feuchet et Jean-François Raynal (UMP), 27,52 % pour Jean-Luc Gallais et Chantal Thibaut (FN). Le taux de participation était de 42,64 %.
- Élections départementales de 2021[30] : 60,18 % pour Cédric Aoun et Marie-Hélène Lopez-Jollivet (SE), 39,82 % pour Fabienne Devèze (DVD). Le taux de participation était de 33,41 %.

#### Élections municipales
Résultats des deuxièmes tours ou du premier tour si dépassement de 50 % :
- Élections municipales de 2014[35] : 52,16 % pour Philippe Tautou (DVD) et 24,56 % pour Guillaume Sebileau (SE). Le taux de participation était de 54,50 %.
- Élections municipales de 2020[36] : 36,31 % pour Fabien Aufrechter (LREM-MoDem) et 35,51 % pour Patrice Jegouic (DVD). Le taux de participation était de 37,21 %.

### Distinctions et labels
En 2005, la commune a reçu le label « Ville Internet @@ », renouvelé en 2006.
En 2015, elle reçoit a reçu le prix de l’Excellence des Jardinier.
En 2015 et en 2017, elle obtient le Trophée yvelinois de « l’eau dans les espaces verts »; pour les aménagements réalisés au Parc des Jardins familiaux. Sans compter le prix spécial du jury du « fleurissement durable », pour l’ensemble des actions contribuant à la constitution d’une trame verte qui organise l’espace bâti et les circulations, accompagne l’aménagement du territoire,.
En 2021, la commune obtient le label  « Ville prudente »[réf. nécessaire] et le trophée des "Jardins partagés".[réf. nécessaire]
En 2022, la ville obtient le label "ville citoyenne", le label "Territoires Engagés pour la Nature" et le label "ville amie des animaux".[réf. nécessaire]
La ville dispose de deux fleurs au concours national des "villes et villages fleuris".[réf. nécessaire]

### Jumelages
| Ville | Ville                  | Pays | Pays      |
| ----- | ---------------------- | ---- | --------- |
|       | Aguilar de la Frontera |      | Espagne   |
|       | Weiterstadt            |      | Allemagne |

La ville entretient des partenariats de jumelage avec Weiterstadt (Hesse) depuis 1986 et Aguilar de la Frontera (Andalousie) depuis 1998.

## Population et société

### Démographie
Évolution démographique
L'évolution du nombre d'habitants est connue à travers les recensements de la population effectués dans la commune depuis 1793. Pour les communes de plus de 10 000 habitants les recensements ont lieu chaque année à la suite d'une enquête par sondage auprès d'un échantillon d'adresses représentant 8 % de leurs logements, contrairement aux autres communes qui ont un recensement réel tous les cinq ans,.

En 2022, la commune comptait 16 112 habitants, en évolution de +4,12 % par rapport à 2016 (Yvelines : +2,72 %, France hors Mayotte : +2,11 %).
| 1793 | 1800 | 1806 | 1821 | 1831 | 1836 | 1841 | 1846 | 1851 |
| ---- | ---- | ---- | ---- | ---- | ---- | ---- | ---- | ---- |
| 617  | 611  | 650  | 583  | 577  | 545  | 528  | 571  | 583  |

| 1856 | 1861 | 1866 | 1872 | 1876 | 1881 | 1886 | 1891 | 1896 |
| ---- | ---- | ---- | ---- | ---- | ---- | ---- | ---- | ---- |
| 596  | 631  | 626  | 600  | 612  | 619  | 658  | 684  | 661  |

| 1901 | 1906 | 1911 | 1921 | 1926 | 1931  | 1936  | 1946  | 1954  |
| ---- | ---- | ---- | ---- | ---- | ----- | ----- | ----- | ----- |
| 646  | 695  | 714  | 776  | 890  | 1 341 | 1 563 | 1 620 | 2 118 |

| 1962  | 1968  | 1975  | 1982   | 1990   | 1999   | 2006   | 2011   | 2016   |
| ----- | ----- | ----- | ------ | ------ | ------ | ------ | ------ | ------ |
| 4 573 | 7 405 | 9 988 | 11 303 | 12 499 | 14 538 | 15 408 | 15 466 | 15 475 |

| 2021   | 2022   | - | - | - | - | - | - | - |
| ------ | ------ | - | - | - | - | - | - | - |
| 15 914 | 16 112 | - | - | - | - | - | - | - |

Pyramide des âges en 2017
La population de la commune est relativement jeune. Le taux de personnes d'un âge supérieur à 60 ans (13,7 %) est en effet inférieur au taux national (16,2 %) et au taux départemental (13,9 %). À l'instar des répartitions nationale et départementale, la population féminine de la commune est supérieure à la population masculine. Le taux (51,7 %) est du même ordre de grandeur que le taux national (51,6 %).
La répartition de la population de la commune par tranches d'âge est, en 2017, la suivante : 0 à 14 ans = 20,7 % 15 à 29 ans = 16,9 % 30 à 44 ans = 19,4 % 45 à 59 ans = 22,1 % 60 à 74 ans = 13,7 % plus de 75 ans = 7,1 %

### Enseignement

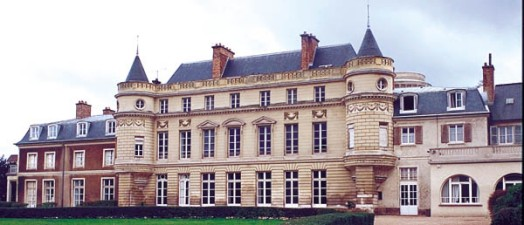
Ensemble scolaire privé Notre-Dame-des-Oiseaux.

La ville compte de nombreux équipements scolaires : 
Maternelles
Notre-Dame « Les Oiseaux » (privé) ; La Garenne ; Jean-Jaurès ; Jacques-Prévert ; Chemin-Vert ; Joseph-Kosma ; Françoise-Dolto
Primaires
Notre-Dame « Les Oiseaux » (privé) ; La Source ; La Garenne ; Jean-Jaurès
Secondaire
- Collège Jean-Zay (public)
- Notre-Dame « Les Oiseaux » (privé - collège, lycée général, lycée technique).

### Équipements culturels et sportifs

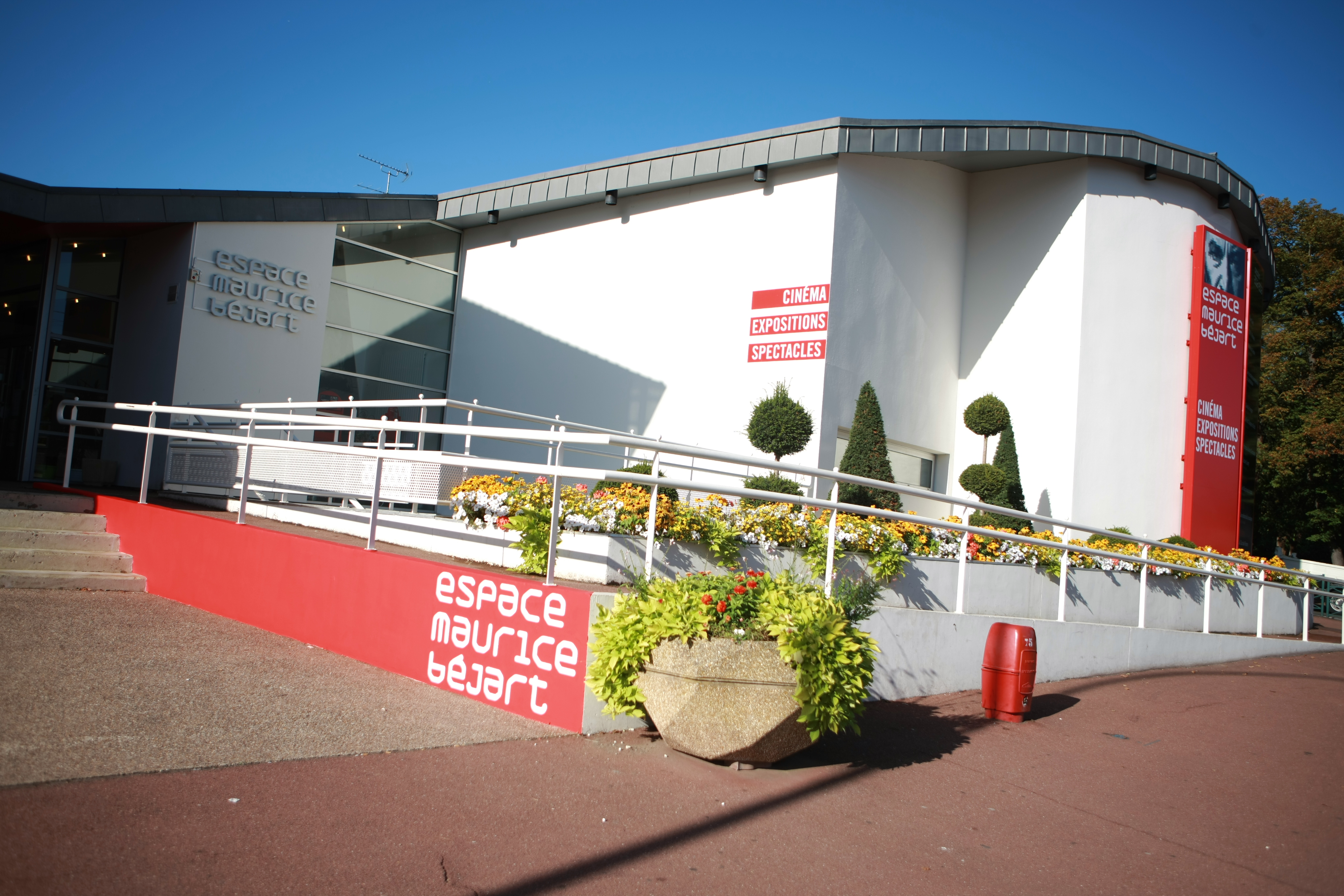
Espace Maurice-Béjart.

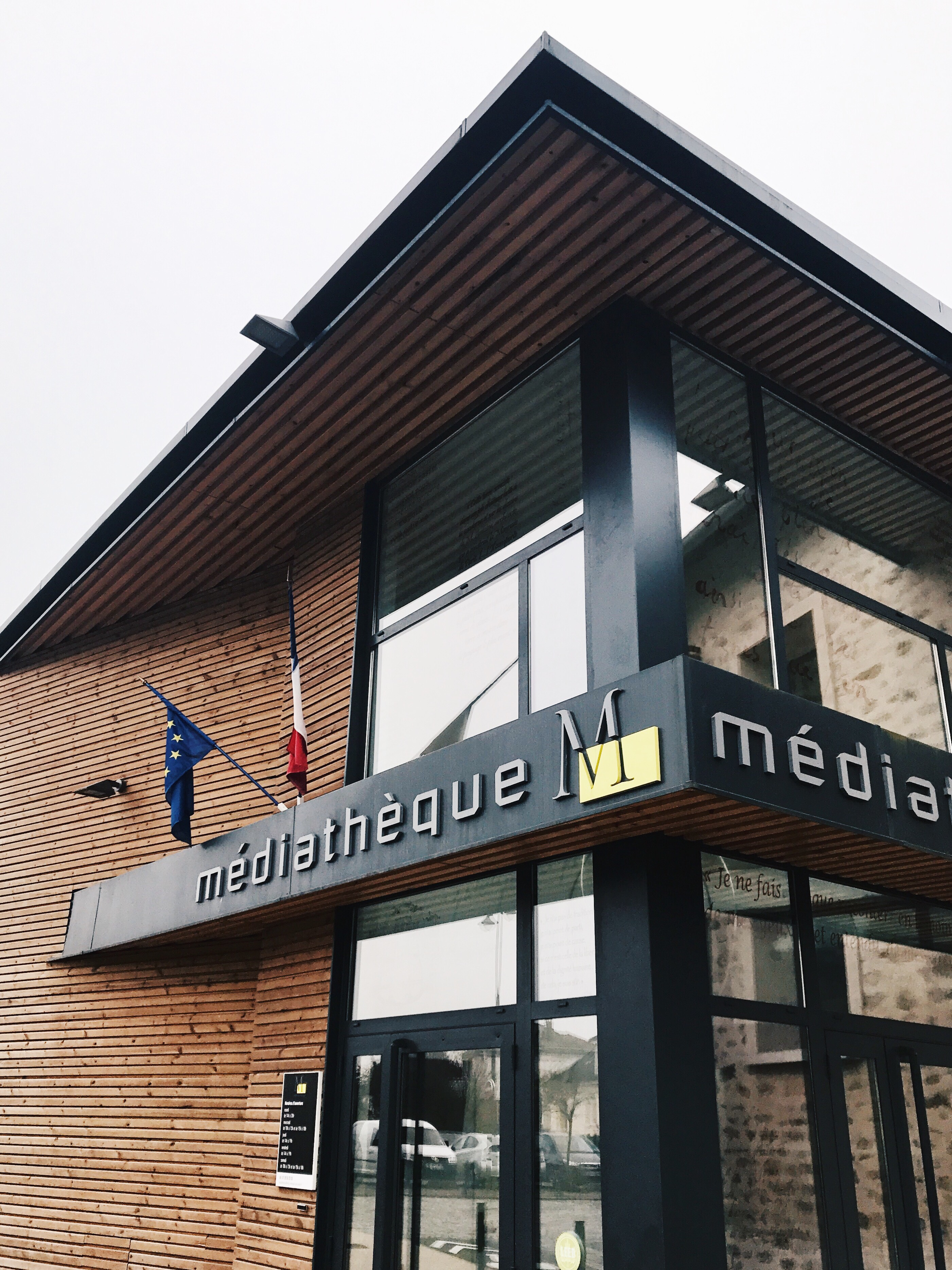
Médiathèque municipale.

- L'espace Maurice-Béjart : À l'aube de l'an 2000,la ville se lance dans le grand projet d'offrir aux Vernnoliens un nouveau lieu de culture. L'espace Maurice-Béjart est devenu un des premiers partenaires culturels des Yvelines. Le centre culturel accueille régulièrement les établissements scolaires pour leurs spectacles de fin d'année, les associations pour leurs manifestations de fin d'année et la production de spectacles à but caritatif. L'espace Maurice-Béjart participe à différentes opérations hors saison culturelle comme le Téléthon, les fêtes de Verneuil. Il participe également au devoir de mémoire par la tenue de congrès d'anciens combattants et l'organisation de débats/conférences.
- L'École municipale de musique et de danse : fondée en 1975 et rénovée en 2017, cette structure est spécialisée dans l’enseignement de 2 activités artistiques : la musique et la danse.École municipale de musique et de danse.

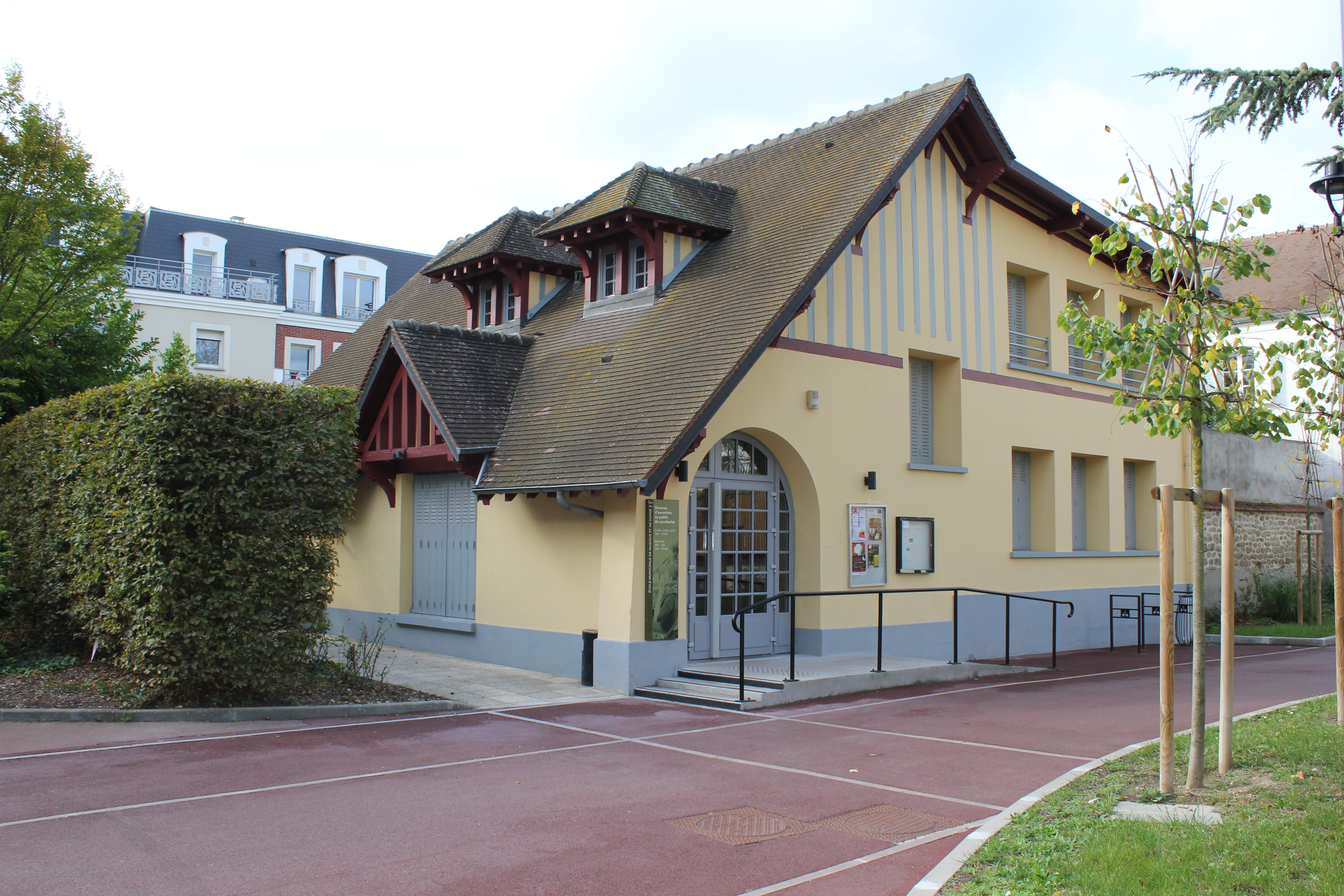
École municipale de musique et de danse.

- La médiathèque : Lors de la démolition de la vieille maison qui occupait l'angle de la rue des Prés, la ville se porte acquéreur de l'ancienne grange de la ferme du château de Verneuil qui fût jusqu'en 2011, un lieu de stockage pour les services techniques de la ville. En octobre 2013, ce bâtiment vieux de plus de quatre siècles est rénové pour devenir la nouvelle médiathèque. Cet équipement a été conçu dans l’optique de créer un véritable lieu de vie pour ses usagers, idéalement situé sur le chemin de la gare, près du centre-ville, entre votre domicile et votre lieu de travail. De ce fait, tout a été pensé pour que le public se sente bien et reste plusieurs heures afin de consulter les revues, écouter de la musique, visionner un film ou naviguer sur internet.
- Le centre culturel Arthur Rimbaud : C'est un espace culturel situé à l’entrée du Parc de l’Orangerie. Ce centre accueille tout au long de l’année des associations culturelles pour leurs activités artistiques et des expositions. Face à cet espace, vous pourrez admirer un portrait géant d’Arthur Rimbaud réalisé par l’artiste JBC, début septembre 2021.
- La ludothèque municipale.
- Le complexe sportif François-Pons (multisports, stade, piscine, skate park), le gymnase Pierre-de-Coubertin (dojo, tennis) et le gymnase La Garenne (dojo), le City-Stade.
- L'île de loisirs du Val-de-Seine : centre équestre, base nautique, port de plaisance.

### Sécurité
Selon les statistiques de l'Observatoire national de la délinquance et des réponses pénales, le nombre de crimes et délits commis à Verneuil-sur-Seine et ses environs en 2014 était de 34,72 pour 1 000 habitants, un nombre dans la moyenne départementale (34,59) mais considérablement inférieur aux moyennes régionale (54,45) et nationale (44,27).
La ville dispose d'une police municipale, qui comptait 5 policiers et 4 ASVP en 2019. Depuis 2001, les forces de police municipale de Verneuil-sur-Seine sont associées à celles de Triel-sur-Seine (5 policiers et 2 ASVP en 2019) et de Vernouillet (3 policiers en 2019) dans le cadre du syndicat intercommunal à vocation unique pour le commissariat de police du canton de Triel-sur-Seine (SIVUCOP) qui gère à la fois le commissariat de Vernouillet (devenu Centre Opérationnel de Police en 2021) et le système de vidéosurveillance commun aux trois communes. Le SIVUCOP est présidé par Laurent Baivel, Maire-adjoint des Finances de la Ville de Vernouillet.

## Économie
- Commune résidentielle.
- Nombreux lotissements, le premier fut implanté en 1929.
- Base de loisirs du Val-de-Seine, fondée dans des sablières abandonnées en bordure de la Seine.
- Plusieurs commerces en centre-ville.
- En 2017, le taux d'activité des 15-64 ans est de 77,3 % avec un taux d'emploi de 68,7 %. Le taux de chômage est de 11,1 % en 2017[54].
- Le nombre d'emplois dans la commune est de 2 386 en 2017, en majorité des employés et des professions intermédiaires.
- Concernant la population active, la catégorie la plus représentée est celle des  Cadres et professions intellectuelles supérieures (2 452 en 2017) et des Professions intermédiaires (2 241 en 2017)
- En 2010, le revenu fiscal médian par ménage était de 41 082 €, ce qui plaçait Verneuil-sur-Seine au 2 008e rang parmi les 31 525 communes de plus de 39 ménages en métropole[55].

## Culture locale et patrimoine

### Lieux et monuments
- Église Saint-Martin : église (classée monument historique depuis 1930), du XIIe siècle mariant par son architecture l'art roman à l'art gothique. Au lendemain de la Révolution française, elle devient temple de la déesse Raison. Le 25 août 1809, la cloche de l'église prend pour marraine la comtesse de Tocqueville et pour parrain, le maire Hervé Clérel de Tocqueville, père d'Alexis de Tocqueville. L'église héberge trois statues remarquables classées monuments historiques :
  - la charité de saint Martin, statue peinte, polychrome du XVIIe siècle
  - la Vierge et l'enfant, statue de pierre peinte du XIVe siècle
  - la Vierge de Pitié, un groupe de pierre de la fin du XVIe siècle.
- Château de Romé de Verneuil : construit au XVIe siècle, transformé en 1929 en école Notre-Dame-les-Oiseaux, dont le parc est inscrit au patrimoine français.
- Le parc de la villa des Groux aménagé au milieu du XIXe siècle.
- Le manoir du Champclos.
- Lieux naturels et/ou aménagés :
  - jardins d'Aguilar / Talweg / Champclos
  - jardins familiaux
  - place du Général-de-Gaulle (gare routière)
  - île de loisirs du Val-de-Seine
  - bois régional de Verneuil

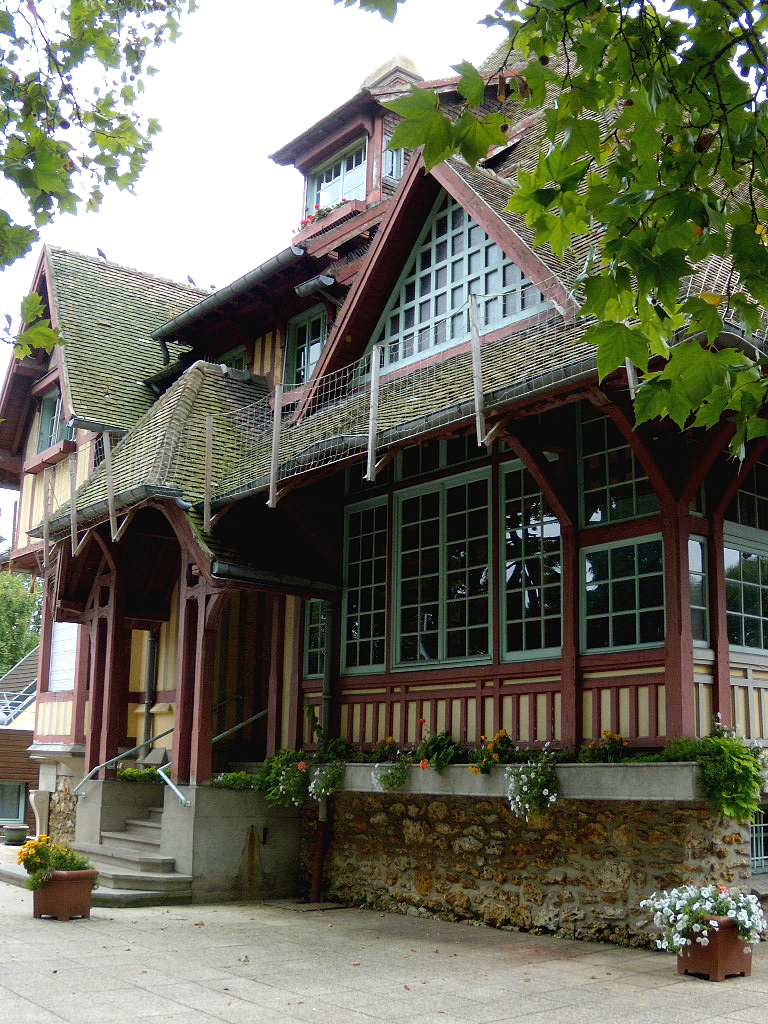
Manoir du Champclos.
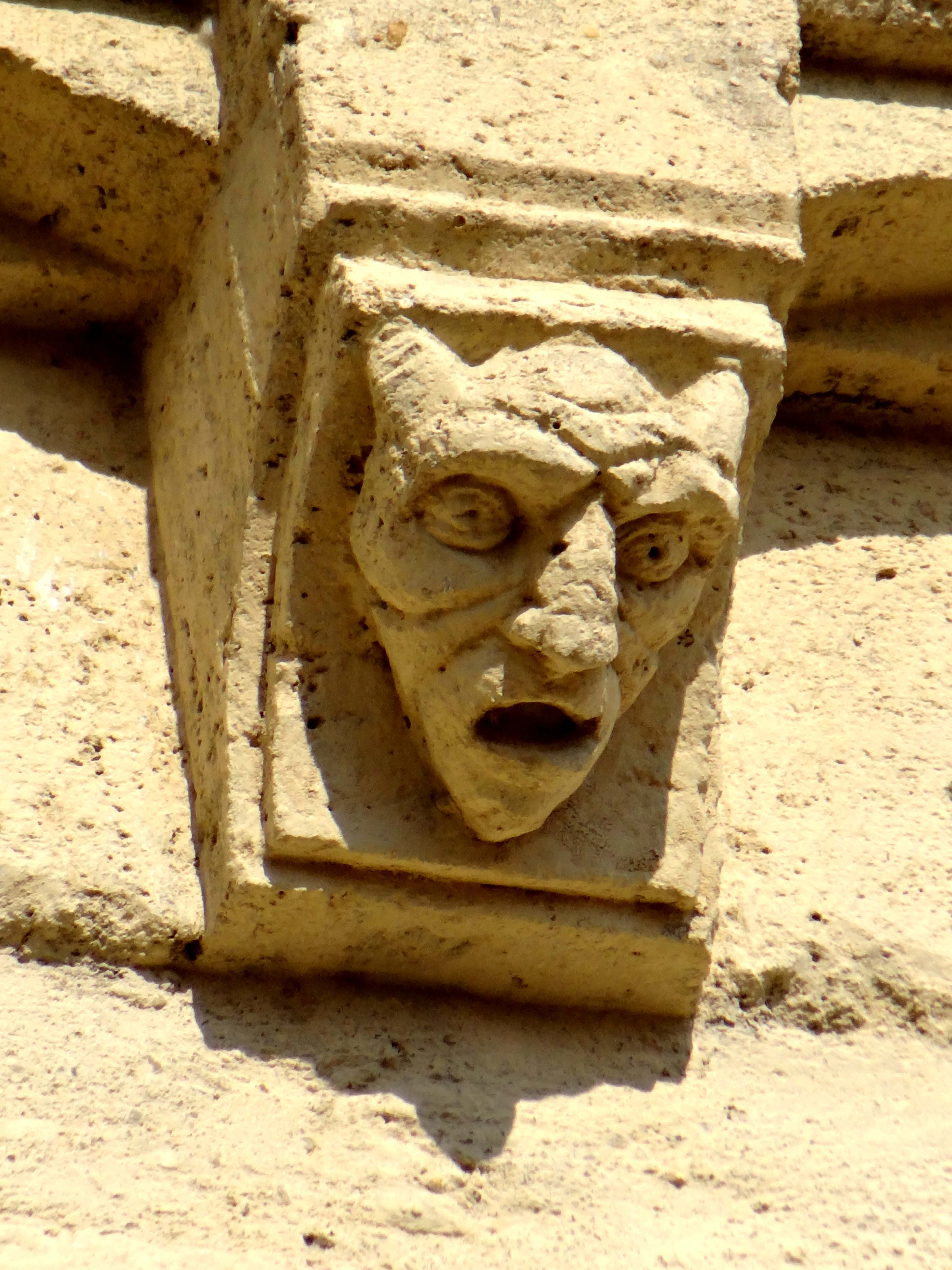
Chevet et corniche, église Saint-Martin.
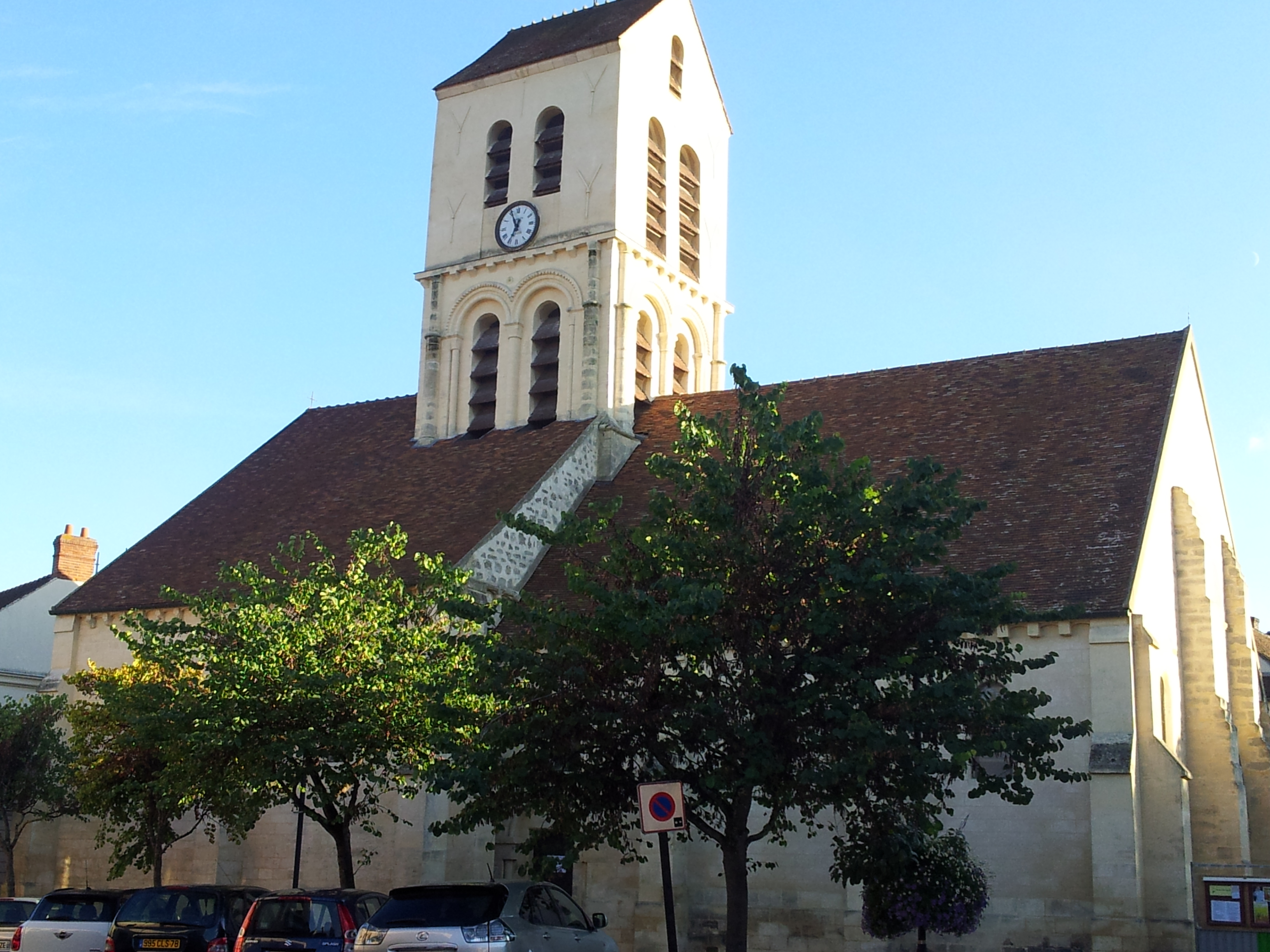
Église Saint-Martin.
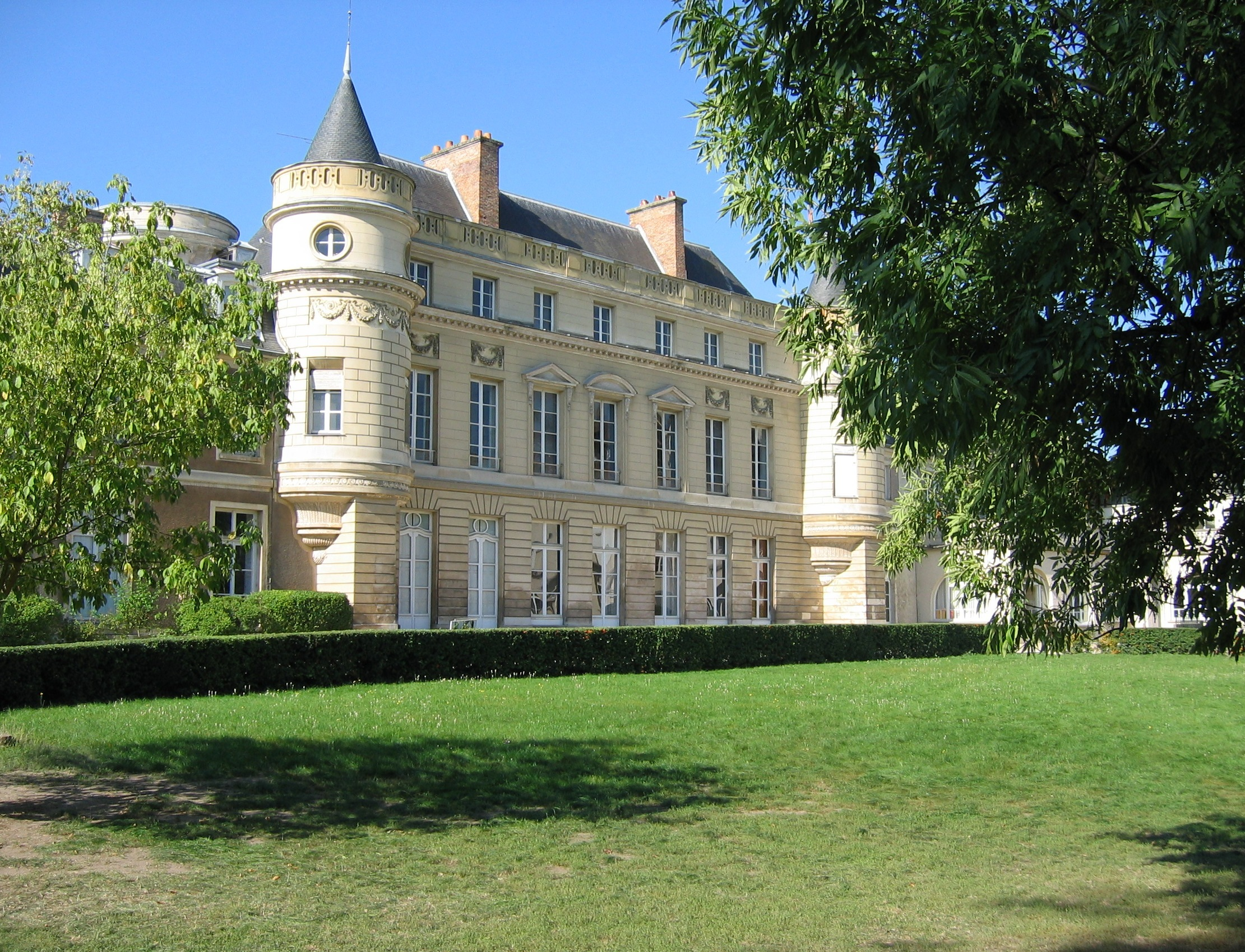
Ancien château.
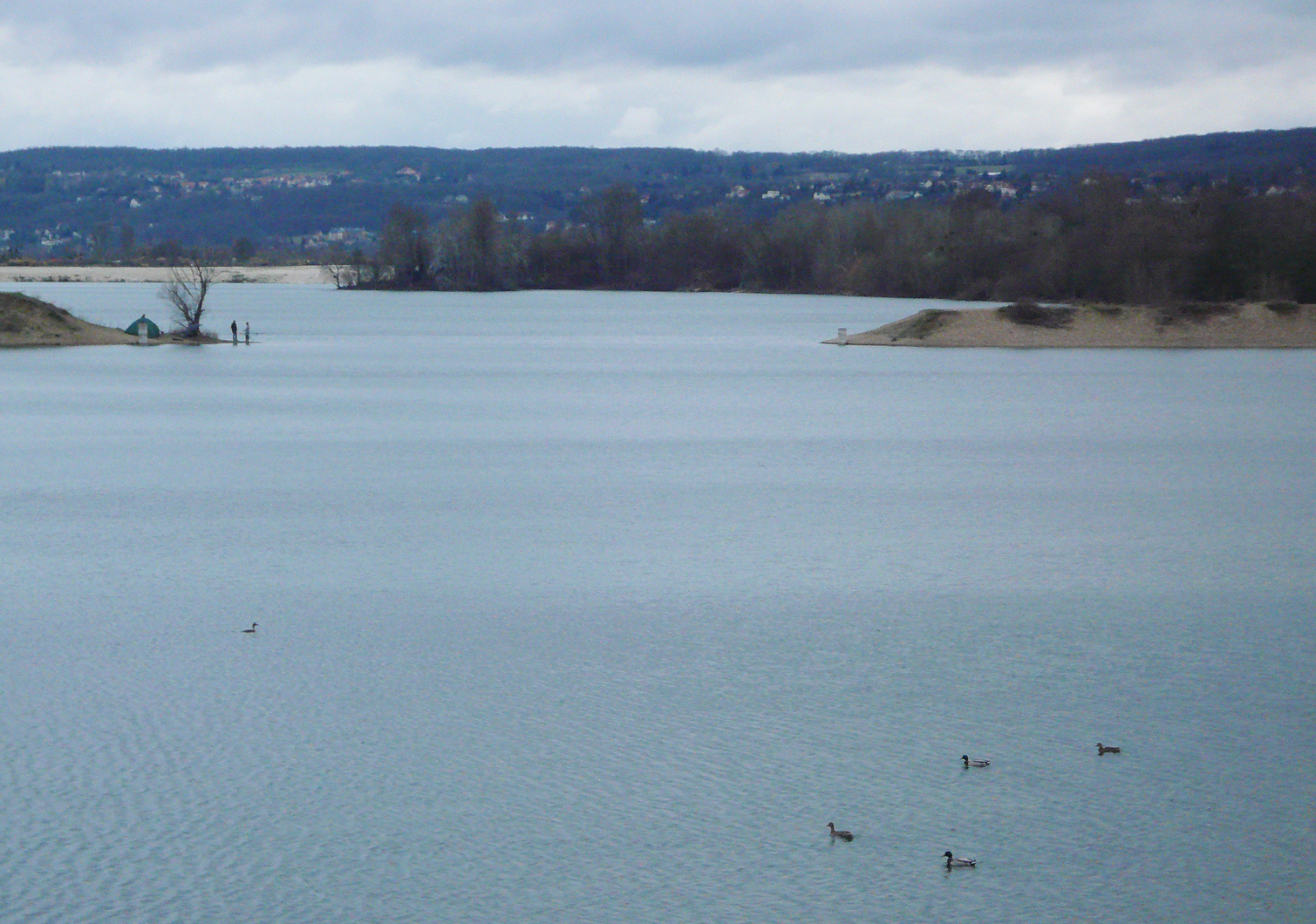
Île de loisirs du Val-de-Seine.

### Personnalités liées à la commune

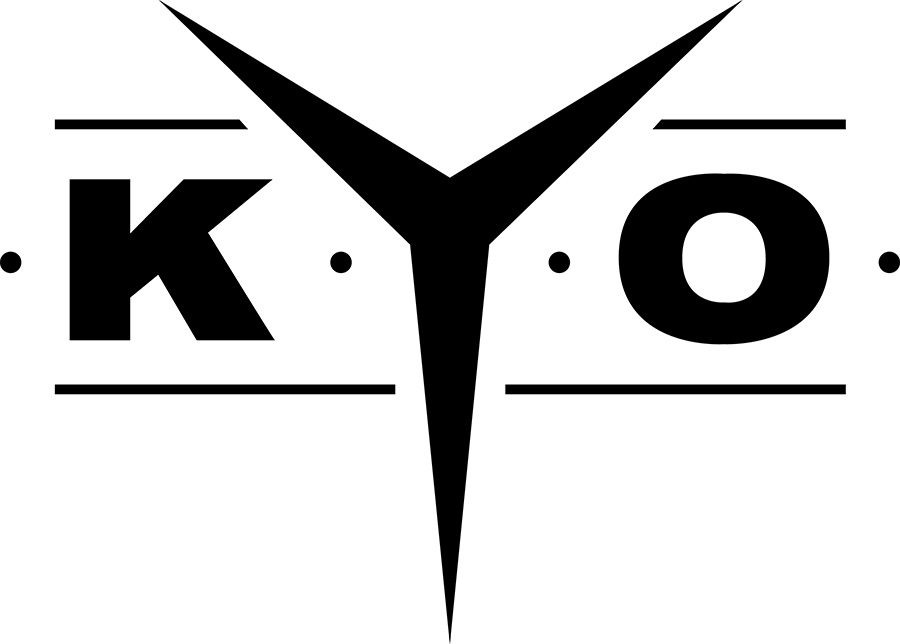
Le groupe Kyo, formé à Verneuil.

- François-René de Chateaubriand (1768-1848), écrivain romantique et homme politique français, vécut quelques années à Verneuil et écrivit plusieurs chapitres de ses Mémoires d'outre-tombe dans le parc du château, aujourd'hui établissement d'enseignement privé Notre-Dame "Les Oiseaux".
- Anne Chrétien Louis de Hell (1783-1864), officier de marine, homme politique né à Verneuil.
- Alexis de Tocqueville (1805-1859), penseur politique, historien et écrivain français, vécut une partie de son enfance au château de Verneuil-sur-Seine. Son père, Hervé Clérel de Tocqueville, préfet et pair de France, fut maire de la commune de 1804 à 1814[56].
- Émile Zola (1840-1902), écrivain naturaliste. Lorsqu'il résidait dans la commune voisine de Médan, dans les années 1890, Zola venait régulièrement à bicyclette à Verneuil rendre visite à sa maîtresse, Jeanne Rozerot et à ses deux enfants, Denise et Jacques[57].
- Paul Vogler (1853-1904), peintre impressionniste, décédé à Verneuil.
- Dwight D. Eisenhower (1890-1969), une des figures principales de la libération de la France durant la Seconde Guerre mondiale. Le manoir du Champclos, à Verneuil, est occupé par les Allemands, jusqu’à l’arrivée des Américains, en août 1944. Le général Eisenhower, alors général 5 étoiles de l'armée américaine et commandant en chef des forces alliées en Europe et ses officiers y dînent et s’y reposent quelques heures.
- Clément Passal (1892-1929), aventurier célèbre des années 1920 connu sous le nom de "marquis de Champaubert", y est mort et enterré.
- Jean d'Esparbès (9 mars 1899 Verneuil-sur-Seine- 4 décembre 1968 Montmartre), peintre, fils de l'écrivain Georges d'Esparbès.
- Marcel Gotlib (1934-2016), dessinateur et scénariste de bande dessinée français, a vécu trois ans au château des Groux de Verneuil-sur-Seine, transformé en orphelinat après la Seconde Guerre mondiale.
- Presnel Kimpembe (1995) est un joueur de football français, champion du monde avec l’équipe de France en 2018 et finaliste de la ligue des champions avec le Paris Saint-Germain en 2020. Il a effectué sa préformation à Verneuil-sur-Seine.
- Sami Outalbali (1999) est un acteur français, il joue le rôle de Rahim dans la série Sex Education et tient également le rôle de Reda dans Mortel. Né à Poissy, il a vécu à Verneuil-sur-Seine durant son enfance.
- Stéphane Levallois (1970), dessinateur français.

### Héraldique
| Armes de Verneuil-sur-Seine | Les armes de Verneuil-sur-Seine se blasonnent ainsi : d'or au chevron de gueules accompagné de trois grappes de raisin d'azur tigées au naturel Ces armes reprennent celles de la famille Olier, seigneurs locaux au XVIIe siècle, époque où la vigne était abondamment cultivée. |